# Trenes del Holocausto
Los trenes del Holocausto fueron una red de trenes operada por el sistema ferroviario nacional Deutsche Reichsbahn bajo la estricta supervisión de los nazis alemanes y sus aliados, con el propósito de la deportación forzada de los judíos, así como de otras víctimas del Holocausto, a campos de concentración en territorios de la Alemania nazi, campos de trabajos forzados y campos de exterminio.
Los historiadores modernos sugieren que sin el transporte masivo de los ferrocarriles, la escala de la "Solución final" no hubiera sido posible. El exterminio de las personas objeto de la "Solución final" dependía de dos factores: la capacidad de los campos de exterminio para gastar a las víctimas y "procesar" sus cuerpos lo suficientemente rápido y la capacidad de los ferrocarriles para transportar a las víctimas de los guetos nazis en la Europa ocupada y los guetos judíos en la Polonia ocupada por los alemanes en determinados lugares de exterminio. Los números más modernos y precisos en la escala de la "Solución final" aún se basan parcialmente en los registros de envío de los ferrocarriles alemanes.

## Antes de la guerra
La primera deportación masiva de judíos de la Alemania nazi ocurrió en menos de un año antes del estallido de la guerra. Fue el desalojo forzoso de los judíos alemanes con la ciudadanía polaca alimentada por la Noche de los Cristales Rotos. Aproximadamente 30,000 judíos fueron acorralados y enviados por ferrocarril a los campos de refugiados. En julio de 1938, tanto los Estados Unidos como Gran Bretaña en la Conferencia de Evian en Francia se negaron a aceptar más inmigrantes judíos. El Gobierno británico accedió a aceptar el envío de niños organizado por Nicholas Winton en Praga, Checoslovaquia, con las condiciones en la que el pagara el costo (a través de la agencia de viajes checa Cedok) y organizara el cuidado y crianza. Winton logró organizar que 669 niños salgan en ocho trenes a Londres (un pequeño grupo de 15 volaron a través de Suecia). El noveno tren debía abandonar Praga el 3 de septiembre de 1939, el día en que Gran Bretaña entró en la Segunda Guerra Mundial. El tren nunca salió de la estación, y ninguno de los 250 niños a bordo fue visto nuevamente. Todos los judíos europeos atrapados bajo el régimen nazi se convirtieron en el objetivo de la "Solución final a la cuestión judía" de Hitler.

## El papel de los ferrocarriles en la solución final

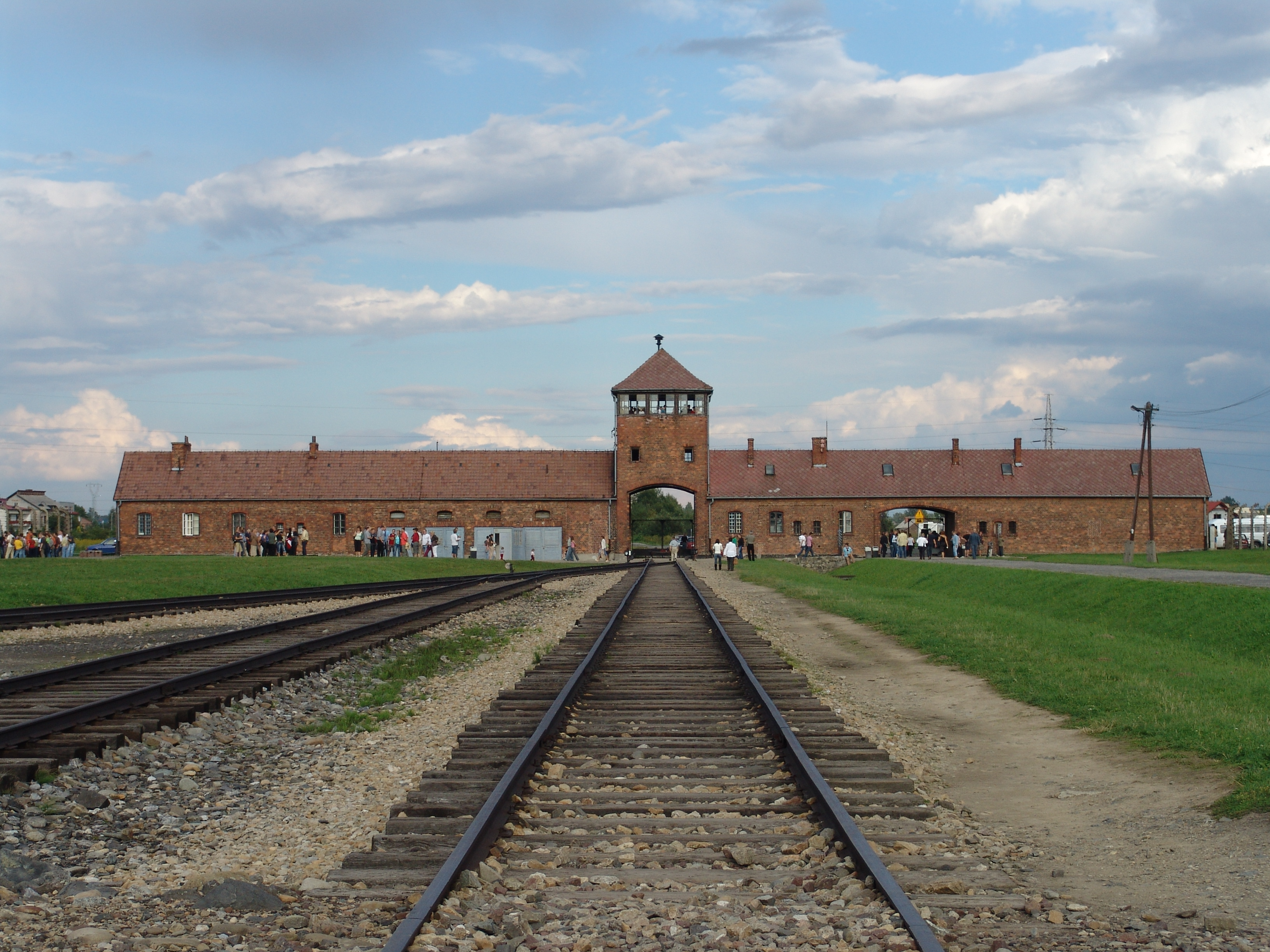
Entrada al campo, o la también llamada como "puerta de la muerte", a Auschwitz II-Birkenau, el campo de exterminio

Dentro de las diversas fases del Holocausto, se emplearon de manera diferente los trenes. Al principio, fueron utilizados para concentrar a las poblaciones judías en los guetos, y con frecuencia para transportarlas a trabajos forzados y campos de concentración alemanes con el propósito de la explotación económica. En 1939, por razones logísticas, las comunidades judías en asentamientos sin líneas ferroviarias en la Polonia ocupada se disolvieron. A fines de 1941, alrededor de 3.5 millones de judíos polacos habían sido segregados y separados del gueto por las SS en una acción de deportación masiva que involucraba el uso de trenes de mercancías. Los guetos permanentes tenían conexiones ferroviarias directas, porque la ayuda alimentaria (pagada por los propios judíos) dependía por completo de las SS, similar a todos los campos de trabajo recién construidos. A los judíos se les prohibió legalmente hornear pan. Fueron aislados de la sociedad en general en cientos de islas prisión virtuales llamadas Jüdischer Wohnbezirk o Wohngebiet der Juden. Sin embargo, el nuevo sistema era insostenible. A fines de 1941, a la mayoría de los judíos en el gueto no les quedaban ahorros para pagar a las SS por más entregas de alimentos a granel. El dilema se resolvió en la conferencia de Wannsee del 20 de enero de 1942 cerca de Berlín, donde se estableció la "Solución final de la cuestión judía" (Die Endlösung der Judenfrage). Era un eufemismo que se refería al plan nazi para la aniquilación del pueblo judío.
Durante la liquidación de los guetos a partir de 1942, los trenes fueron utilizados para transportar a las poblaciones condenadas a campos de exterminio. Para implementar la "Solución final", los nazis convirtieron su propia Deutsche Reichsbahn o ferrovías en un elemento indispensable de la máquina de exterminio en masa, escribió el historiador Raul Hilberg. Aunque los trenes de prisioneros se llevaron el valioso espacio de la pista, permitieron la escala masiva y la duración más corta sobre la cual el exterminio debía tener lugar. La naturaleza completamente cerrada de los vagones de ganado hacinados y sin ventanas redujo en gran medida el número y la habilidad de las tropas requeridas para transportar a los judíos condenados a sus destinos. El uso de ferrocarriles permitió a los nazis mentir sobre el "programa de reasentamiento" y, al mismo tiempo, construir y operar instalaciones de gaseamiento más eficientes que requerían una supervisión limitada.
Los nazis disfrazaron su "Solución final" como el "reasentamiento masivo hacia el este". A las víctimas les dijeron que los llevaban a campos de trabajo en Ucrania. En realidad, desde 1942 en adelante para la mayoría de los judíos, las deportaciones significaron solo la muerte en Bełżec, Chełmno, Sobibor, Majdanek, Treblinka o Auschwitz-Birkenau. Algunos trenes que ya habían transportado mercancías al frente oriental a su regreso transportaban carga humana con destino a campos de exterminio. El plan se estaba realizando en el más absoluto secreto. A fines de 1942, durante una conversación telefónica, el secretario privado de Hitler, Martin Bormann, advirtió a Heinrich Himmler que le estaba informando sobre 50,000 judíos ya exterminados en un campo de concentración en Polonia. "No fueron exterminados", gritó Bormann, "solo evacuados, evacuados, evacuados". - y colgó el teléfono, escribió Enghelberg.

### Escala de la necesidad del transporte masivo

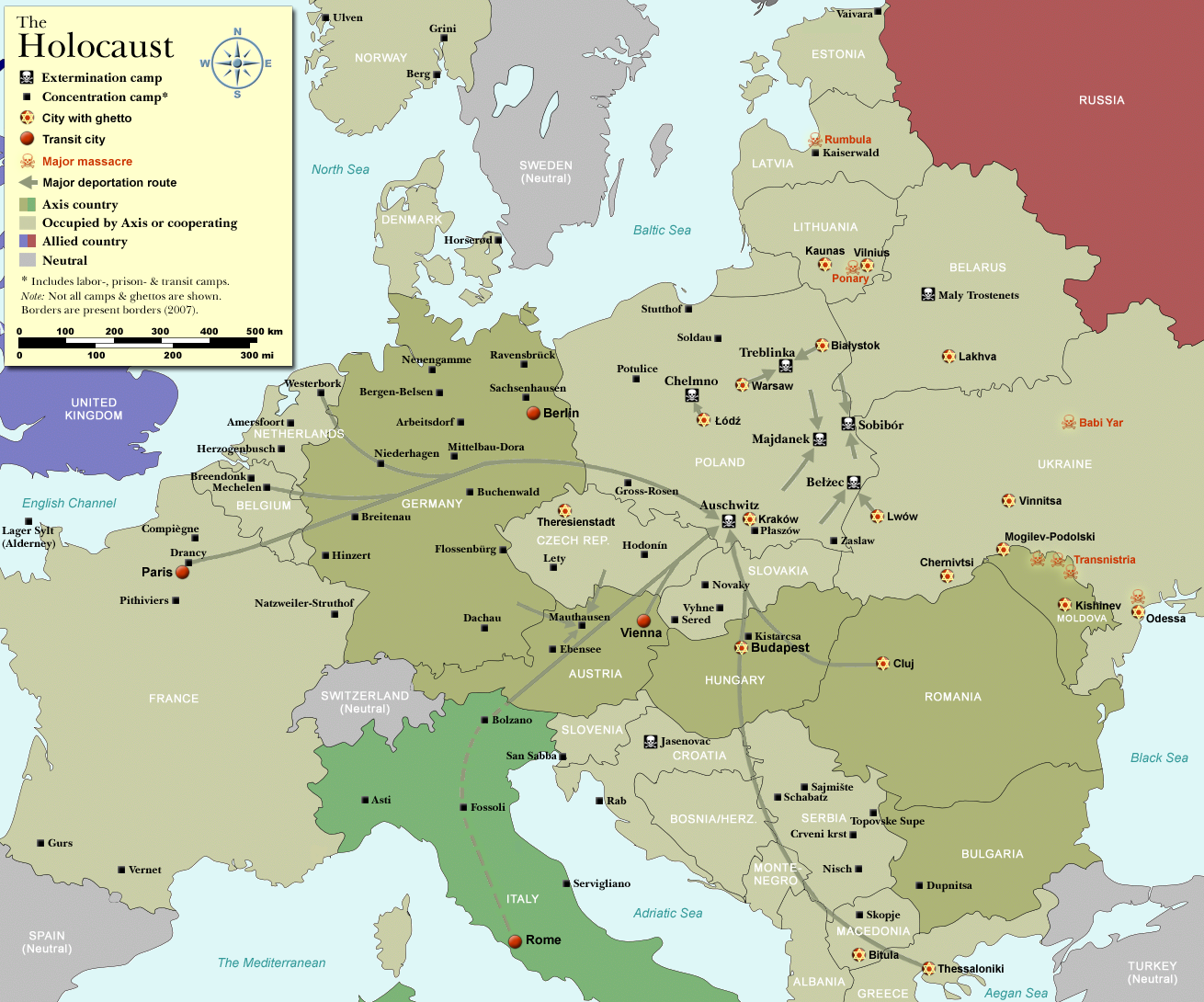
Mapa general de rutas de deportación y campos

Después de la Conferencia de Wannsee de 1942, los nazis comenzaron a asesinar a los judíos en grandes cantidades en los campos de exterminio recién construidos durante la Operación Reinhard. Desde 1941, los Einsatzgruppen, escuadrones de exterminio móviles, ya estaban llevando a cabo tiroteos masivos de judíos en los territorios orientales que eran ocupados previamente por la Unión Soviética, así como al este de las fronteras soviéticas de 1939. Los judíos de Europa occidental fueron deportados a guetos vaciados mediante matanzas masivas, como la masacre de Rumbula de los habitantes del gueto de Riga o enviados directamente a los campos de exterminio de Treblinka, Belzec y Sobibór, construidos en la primavera y el verano de 1942 solo para gasear. Las cámaras de Auschwitz II Birkenau comenzaron a funcionar en marzo. El último campo de exterminio, Majdanek, fue construido a fines de 1942.
En Wannsee, las SS estimaron que la "Solución Final" finalmente podría erradicar hasta 11 millones de judíos europeos; Los planificadores nazis previeron la inclusión de judíos que viven en países neutrales y no ocupados, como Irlanda, Suecia, Turquía y el Reino Unido. Las deportaciones en esta escala requirieron la coordinación de numerosos ministerios del gobierno alemán y organizaciones estatales, incluida la Oficina Central de Seguridad del Reich (RSHA), el Ministerio de Transportes y el Ministerio de Asuntos Exteriores. La RSHA coordinó y dirigió las deportaciones; el Ministerio de Transporte organizó los horarios de los trenes; y el Ministerio de Asuntos Exteriores negoció con los estados aliados de Alemania y sus ferrocarriles sobre el "procesamiento" a sus propios judíos.
En los últimos años, el portavoz alemán del proyecto de recordación del  Tren de la Conmemoración, Hans-Rüdiger Minow, dijo a The Jerusalem Post que de entre los funcionarios y funcionarios ferroviarios de la Segunda Guerra Mundial, "no se sabe nada sobre los que cometieron los crímenes", aunque 200,000 los empleados del tren estuvieron involucrados en las deportaciones ferroviarias y "de 10,000 a 20,000 fueron responsables de asesinatos en masa". Los ferroviarios nunca fueron procesados.

## El viaje

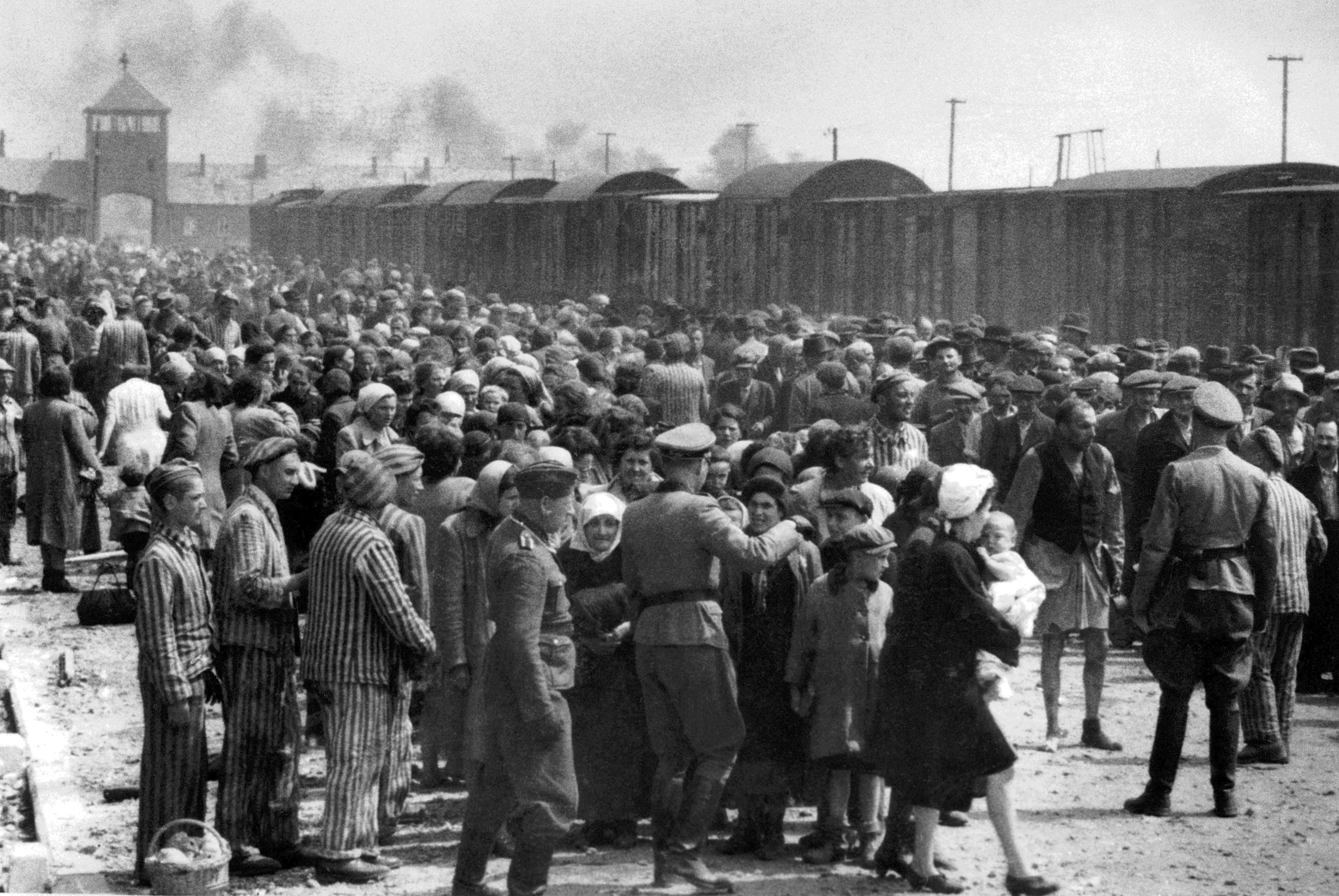
El Álbum de Auschwitz. "Selección" en la Judenrampe, mayo-junio de 1944. Ser enviado a la derecha significaba la asignación al trabajo esclavo; a la izquierda, las cámaras de gas. Esta imagen muestra la llegada de judíos húngaros desde Rutenia subcarpática. La entrada principal, o "puerta de la muerte", es visible en el fondo. Cortesía de Yad Vashem.

Los primeros trenes con judíos alemanes expulsados a guetos en la Polonia ocupada comenzaron a partir del centro de Alemania el 16 de octubre de 1941. Posteriormente, llamados Sonderzüge (trenes especiales), los trenes tenían baja prioridad para el movimiento y continuarían hasta la línea principal solo después de todos los demás transportes, inevitablemente extendiendo el tiempo de envío más allá de las expectativas.
Los trenes consistían en conjuntos de vagones de pasajeros de tercera clase, pero principalmente vagones de mercancías, vagones de ganado o ambos; estos últimos estaban llenos con hasta 150 deportados, aunque 50 fue el número propuesto por las regulaciones de las SS. No se suministró comida ni agua. Los vagones de carga (Güterwagen en alemán) solo tenían una letrina de cubo. Una pequeña ventana con barrotes proporcionaba una ventilación irregular, que a menudo daba lugar a múltiples muertes por sofocación o exposición a los elementos. Algunos vagones de carga tenían una capa de cal viva en el piso.
En ocasiones, los alemanes no tenían suficientes coches llenos listos para comenzar un envío importante de judíos a los campos, por lo que las víctimas permanecían encerradas durante la noche en depósitos de emergencia. Los trenes del Holocausto esperaban a que pasaran trenes militares más importantes. Un transporte promedio demoraba alrededor de cuatro días. El transporte más largo de la guerra, desde Corfú, tomó 18 días. Cuando el tren llegó al campamento y se abrieron las puertas, todos ya estaban muertos.
Debido a los retrasos y las condiciones de hacinamiento, muchos deportados murieron en tránsito. El 18 de agosto de 1942, el oficial de las Waffen SS Kurt Gerstein presenció en Belzec la llegada de "45 vagones con 6.700 personas, de las cuales 1.450 ya habían muerto al llegar". Ese tren llegó con los judíos del Gueto de Leópolis, a menos de 100 kilómetros de distancia.

### Punto de llegada

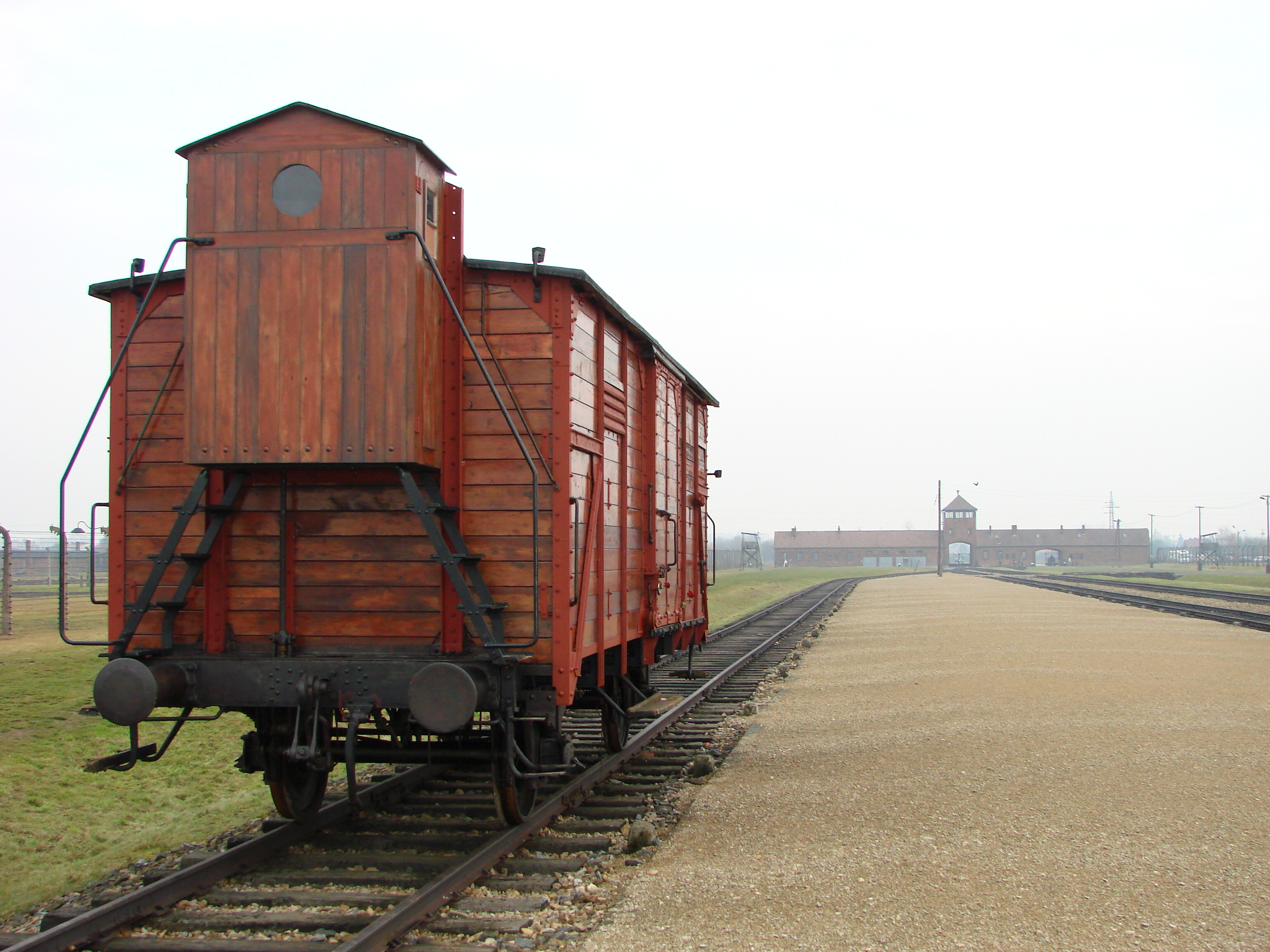
Vagón original en la plataforma Judenrampe, Museo de Auschwitz-Birkenau

Las SS construyeron tres campos de exterminio en la Polonia ocupada específicamente para la Operación Reinhard: Bełżec, Sobibor y Treblinka. Estaban equipados con instalaciones idénticas de exterminio masivo, disfrazados de duchas comunitarias. Además, las cámaras de gas se desarrollaron en 1942 en el campo de concentración de Majdanek y en Auschwitz II-Birkenau. En la zona de la URSS que fue invadida por los alemanes, en el campo de exterminio de Maly Trostenets se efectuaron tiroteos para matar víctimas en el bosque. En el campo de exterminio de Chełmno, las víctimas eran asesinadas en camiones de gas, cuyo escape redirigido se introdujo en compartimientos sellados en la parte trasera del vehículo. También fueron utilizadas en Trostenets. Ninguno de estos dos campos tenía conexiones ferroviarias internacionales, por lo tanto, los trenes solían detenerse en los guetos cercanos en Łódź y en Minsk, respectivamente. A partir de ahí, los prisioneros eran llevados en camiones para morir. En Treblinka, Belzec y Sobibor, el mecanismo de exterminio consistía en un gran motor de combustión interna que suministraba gases de escape a las cámaras de gas a través de tuberías. En Auschwitz y Majdanek, las cámaras de gas dependían de las pastillas de cianuro de hidrógeno Zyklon B, que se vertían a través de los conductos de ventilación en el techo de las latas selladas herméticamente.
Una vez que llegaron, los prisioneros se dividieron por categoría. Los ancianos, los jóvenes, los enfermos y los discapacitados a veces se separaban para morir inmediatamente por disparos, mientras que el resto se preparaba para las cámaras de gas. En una jornada laboral de 14 horas, entre 12,000 y 15,000 personas serían asesinadas en cualquiera de estos campamentos. La capacidad del crematoria en Birkenau era 20,000 cuerpos por día. Los recién llegados seleccionados que parecían sanos fueron puestos a trabajar como esclavos en Sonderkommandos, enterrando víctimas en fosas comunes y quemando cadáveres bajo pena de muerte.

## Estimaciones

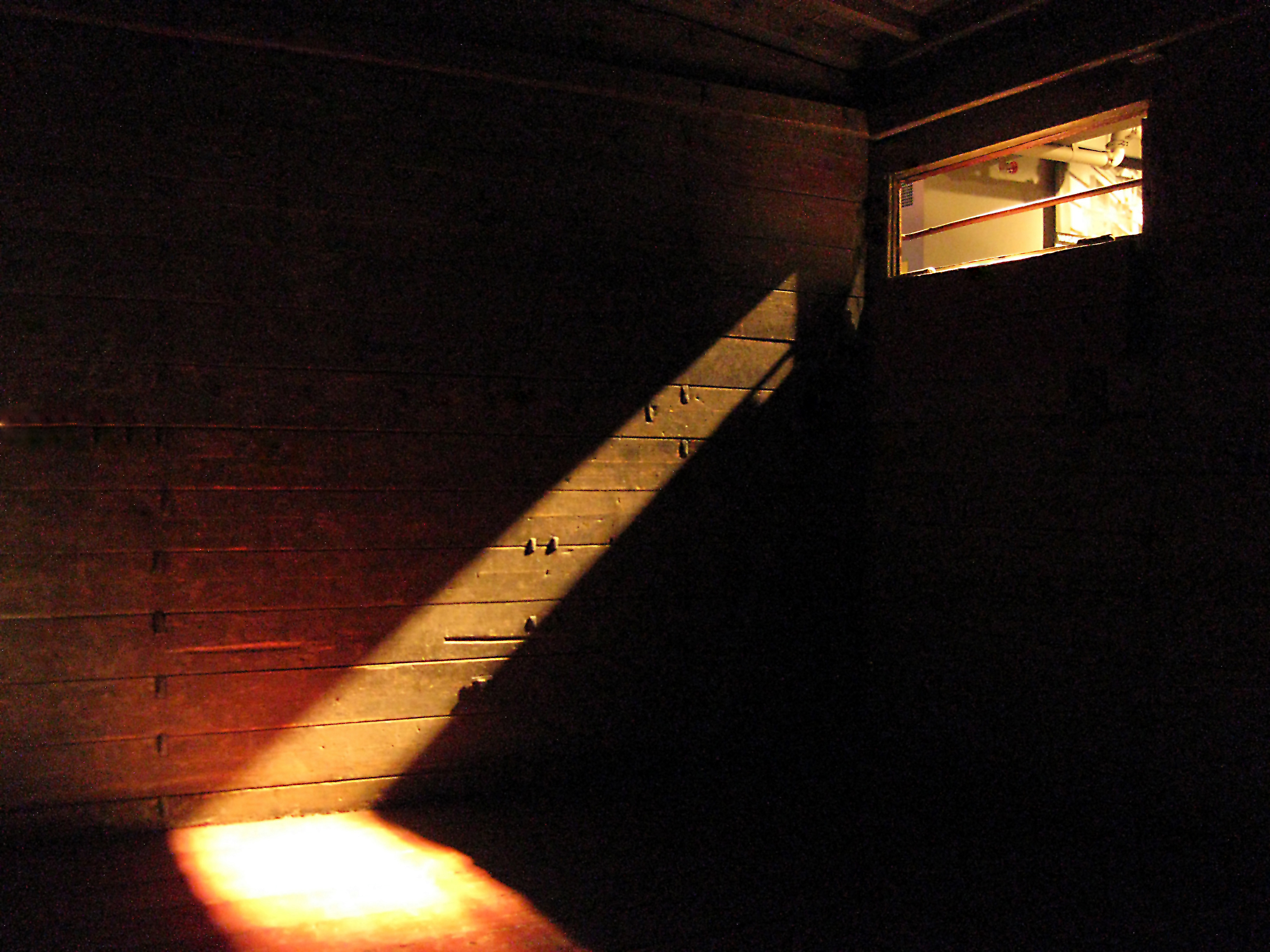
Interior de un furgón usado para transportar judíos y otras víctimas del Holocausto durante la Segunda Guerra Mundial, el Museo Conmemorativo del Holocausto de los Estados Unidos en Washington D. C.

El medio estándar de entrega era un vagón de ganado de 10 metros de largo, aunque los vagones de pasajeros de tercera clase también se usaban cuando las SS querían mantener el mito del "reasentamiento para trabajar en el Este", particularmente en los Países Bajos y en Bélgica. El manual de la SS cubría tales trenes, lo que sugiere una capacidad de carga por cada tren de 2.500 personas en 50 vagones, cada vagón lleno de 50 prisioneros. En realidad, sin embargo, los vagones de carga se llenaban con hasta 100 personas y se cargaban rutinariamente desde un mínimo de 150% a 200% de capacidad. Esto dio como resultado un promedio de 5,000 personas por conjunto de trenes; 100 personas en cada vagón de carga multiplicado por 50 vagones. En particular, durante la deportación masiva de judíos desde el gueto de Varsovia a Treblinka en 1942, los trenes llevaron hasta 7.000 víctimas cada uno.
En total, más de 1.600 trenes fueron organizados por el Ministerio de Transporte de Alemania, y registrados principalmente por la compañía ferroviaria estatal polaca asumida por Alemania, debido a que la mayoría de los campos de exterminio están ubicados en la Polonia ocupada. Entre 1941 y diciembre de 1944, fecha oficial del cierre del complejo de Auschwitz-Birkenau, el horario de transporte/arribo fue de 1,5 trenes por día: 50 vagones de carga × 50 prisioneros por vagón de carga × 1,066 días = 4,000,000 de presos en total.
El 20 de enero de 1943, Himmler envió una carta a Albert Ganzenmüller, el subsecretario de Estado del Ministerio de Transportes del Reich, prometiendo: "Necesito su ayuda y apoyo. Si he de terminar las cosas rápidamente, debo tener más trenes"." De los aproximadamente 6 millones de judíos exterminados durante la Segunda Guerra Mundial, 2 millones fueron asesinados en el lugar por los militares, la policía política y los escuadrones móviles de la muerte de los Einsatzgruppen, ayudados por los batallones de la Orpo y sus auxiliares. El resto fue enviado a la muerte a otra parte.

### Pago forzado del transporte
The Years of Extermination. New York: HarperCollins. 2009. ISBN 978-0-06-198000-8.The Years of Extermination. New York: HarperCollins. 2009. ISBN 978-0-06-198000-8.
La mayoría de los judíos se vieron obligados a pagar sus propias deportaciones, particularmente donde se usaban carruajes de pasajeros. Este pago vino en forma de depósito directo de dinero a las SS a la luz del mito del "reasentamiento para trabajar en el Este". Hacinados en los guetos por alojamiento, los judíos adultos pagaron el boleto de ida completo, mientras que los niños menores de 10 a 12 años pagaron la mitad del precio. Aquellos que se estaban quedando sin dinero en el gueto fueron cargados en los trenes hacia el "Este", siendo los primeros, mientras que aquellos con algunos suministros restantes de oro y efectivo fueron enviados como los últimos.
La SS envió parte de este dinero a la Autoridad de Transporte Alemana para pagar a los Ferrocarriles Alemanes por el transporte de los judíos. Al Reichsbahn se le pagó el equivalente a un billete de tren de tercera clase por cada prisionero transportado a su destino: 8,000,000 de pasajeros 4 Pfennig por kilómetro recorrido, por 600 km (duración promedio del viaje), equivalentes a 240 millones de Reichsmarks. Los niños menores de cuatro años no pagaban.
El Reichsbahn se embolsilló tanto este dinero como su parte del dinero pagado por los judíos transportados después de las tarifas de las SS. Según un informe pericial establecido en nombre del proyecto alemán "Ten de la Conmemoración", los recibos recibidos por la empresa estatal Deutsche Reichsbahn para deportaciones masivas en el período comprendido entre 1938 y 1945 alcanzaron una suma de 664.525.820,34 dólares de los EE. UU.

## Operaciones a través de Europa
Propulsados principalmente por locomotoras de vapor eficientes, los trenes del Holocausto se mantuvieron en un máximo de 55 vagones de carga en promedio, cargados desde 150% hasta 200% de capacidad. La participación de los Ferrocarriles del Estado alemán (Deutsche Reichsbahn) fue crucial para la implementación efectiva de la "Solución final de la cuestión judía". La DRB recibió pagos para transportar judíos y otras víctimas del Holocausto de miles de pueblos y ciudades de toda Europa para enfrentar su muerte en el sistema de campos de concentración Nazi.
Además de transportar a los judíos alemanes, DRB era responsable de coordinar los transportes en las redes ferroviarias de los territorios ocupados y los aliados de Alemania. Las características de la concentración organizada y el transporte de las víctimas del Holocausto variaron según el país:

### Bélgica
Después de que Alemania invadió Bélgica el 10 de mayo de 1940, todos los judíos se vieron obligados a registrarse en la policía el 28 de octubre de 1940. Las listas permitieron que Bélgica se convirtiera en el primer país de la Europa occidental ocupada en deportar a judíos recién emigrados. La implementación de la "Solución final" en Bélgica se centró en el campo de tránsito de Mechelen (Malinas) elegido porque era el centro del sistema ferroviario nacional belga. El primer convoy salió del campo de Mechelen para ir a campos de exterminio el 22 de julio de 1942, aunque cerca de 2.250 judíos ya habían sido deportados como trabajadores forzados para la Organización Todt al norte de Francia. En octubre de 1942, unas 16.600 personas habían sido deportadas en 17 convoyes. En este momento, las deportaciones se suspendieron temporalmente hasta enero de 1943. Los deportados en la primera oleada no fueron ciudadanos belgas, como resultado de la intervención de la reina Isabel de Baviera con las autoridades alemanas. En 1943, las deportaciones de belgas se reanudaron.

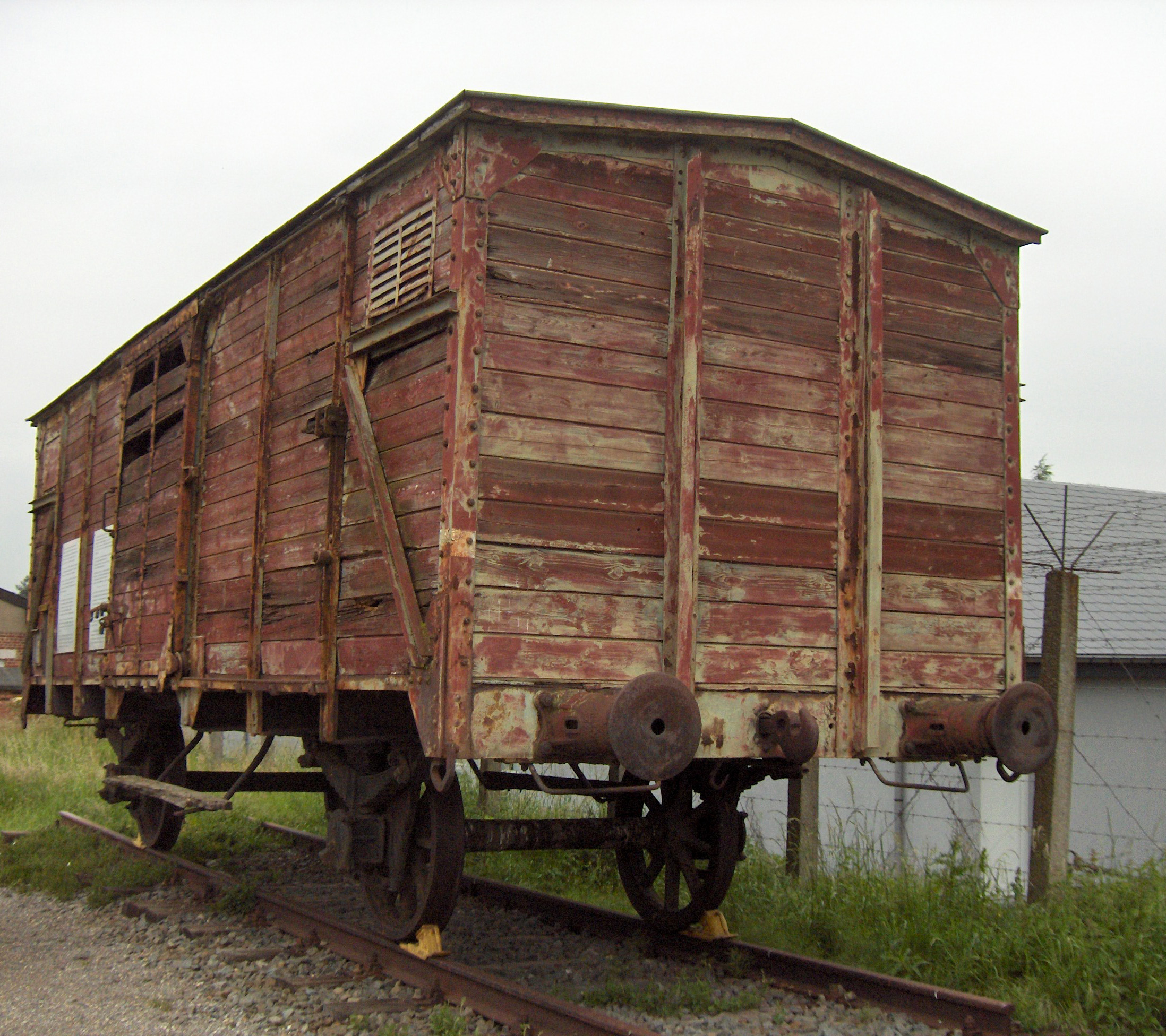
Un vagón de ganado utilizado para el transporte de judíos belgas a los campamentos en Europa del Este. Las aberturas estaban cubiertas de alambre de púas. Este ejemplo se conserva en el Fuerte de Breendonk.

En septiembre, los judíos con ciudadanía belga fueron deportados por primera vez. Después de la guerra, el colaborador Felix Lauterborn declaró en su juicio que el 80 por ciento de los arrestos en Amberes utilizaron información de informantes pagados. En total, 6.000 judíos fueron deportados en 1943, y otros 2.700 en 1944. Los transportes se interrumpieron por el deterioro de la situación en la Bélgica ocupada antes de la liberación.
Los porcentajes de judíos que eran deportados variaba según la ubicación. Fue el más alto en Amberes, con el 67 % de deportados, pero menor en Bruselas (37 %), Lieja (35 %) y Charleroi (42 %). El principal destino de los convoyes era el campo de concentración de Auschwitz en Polonia. Se enviaron números menores a los campos de concentración de Buchenwald y Ravensbrück, así como al campo de concentración de Vittel en Francia. En total, 25,437 judíos fueron deportados de Bélgica. Solo 1.207 de estos sobrevivieron a la guerra.
La única vez durante la Segunda Guerra Mundial que un tren del Holocausto que transportaba deportados judíos de Europa Occidental fue detenido por el subterráneo ocurrió el 19 de abril de 1943, cuando el Transporte n.º 20 salió de Mechelen con 1.631 judíos, rumbo a Auschwitz. Poco después de abandonar Mechelen, el conductor detuvo el tren después de ver una luz roja de emergencia, marcada por los belgas. Después de una breve pelea de fuego entre los guardias de trenes nazis y los tres miembros de la resistencia, equipados solo con una pistola entre ellos, el tren comenzó nuevamente. De las 233 personas que intentaron escapar, 26 recibieron disparos en el lugar, 89 fueron recapturados y 118 escaparon.

### Bulgaria
Bulgaria se unió a las potencias del Eje en marzo de 1941 y participó en la invasión de Yugoslavia y Grecia. El gobierno búlgaro estableció campos de tránsito en Skopie, Blagóevgrad y Dupnitsa para los judíos de la antigua provincia serbia de Vardar Banovina y Tracia (la actual Macedonia del Norte y Grecia). Las "deportaciones al este" de 13,000 reclusos, principalmente al campo de exterminio de Treblinka, comenzaron el 22 de febrero de 1943, predominantemente en vagones de pasajeros. En cuatro días, unos 20 trenes partieron en condiciones de hacinamiento severas hacia Polonia, requiriendo que cada tren se detenga diariamente para arrojar los cuerpos de los judíos que murieron durante las últimas 24 horas en las que iban en el tren. En mayo de 1943, el gobierno búlgaro liderado por el rey Boris III expulsó a 20,000 judíos de Sofía y, al mismo tiempo, hizo planes para deportar a los judíos de Bulgaria a los campos, de conformidad con un acuerdo con Alemania.
Un tren del Holocausto, proveniente de Tracia fue presenciado por el Arzobispo Stefan de Sofía quien quedó conmocionado por lo que vio. Su carta de protesta junto con los de otros clérigos ortodoxos fueron ignorados por el Rey. Una manifestación en Sofía el 24 de mayo de 1943 por la comunidad judía dirigida por el rabino Daniel Zion fue anulada por la policía búlgara que arrestó a 400 judíos. Afortunadamente, una pequeña delegación bajo el parlamentario Dimitar Peshev logró lanzar una protesta exitosa en el Ministerio del Interior. La nueva orden emitida por el ministro Petar Gabrovski para liberar a los judíos ya reunidos, no se revirtió. Su decisión impidió que la comunidad judía de 49,000 personas fuera exterminada en los campos de exterminio del Gobierno General en Polonia. Sin embargo, los judíos búlgaros siguieron siendo objeto de severas restricciones raciales a nivel local y fueron despojados por el gobierno de divisas, las joyas y el oro que poseían fueron entregados al banco nacional búlgaro. Según el historiador búlgaro Nissan Oren, el rey Boris no mostró ninguna inclinación humanitaria hacia los judíos de su país, y las posteriores afirmaciones de su benevolencia carecen de una base firme.

### Bohemia Y Moravia
Checoslovaquia fue anexionada por la Alemania nazi en 1939. Dentro del nuevo Protectorado étnico checo de Bohemia y Moravia, el Reichsbann tomó el control de los Ferrocarriles Estatales Checoslovacos (ČSD) y se estableció la nueva compañía ferroviaria alemana Böhmisch-Mährische Bahn (BMB) en su lugar. Las pérdidas humanas checas en la Segunda Guerra Mundial fueron considerablemente más bajas que entre otras naciones, estimadas en entre 36,000 y 55,000 con una proporción de crecimiento positiva debido al aumento de la tasa de natalidad, a excepción de los judíos. Una ciudad entera se convirtió en un gueto amurallado en 1941, y se llamó Theresienstadt. En total, contenía alrededor de 50,000 judíos del Protectorado y 37,000 del Reich, con los 20,000 judíos restantes transportados a otros campos. Tres cuartas partes de los judíos de Bohemia y Moravia murieron en el Holocausto, de los cuales 33,000 murieron en Terezín. El resto fue transportado en trenes del Holocausto desde Theresienstadt principalmente a Auschwitz-Birkenau. El último tren de Birkenau salió de Theresienstadt el 28 de octubre de 1944 con 2.038 judíos, de los cuales 1.589 fueron inmediatamente gaseados.

### Francia

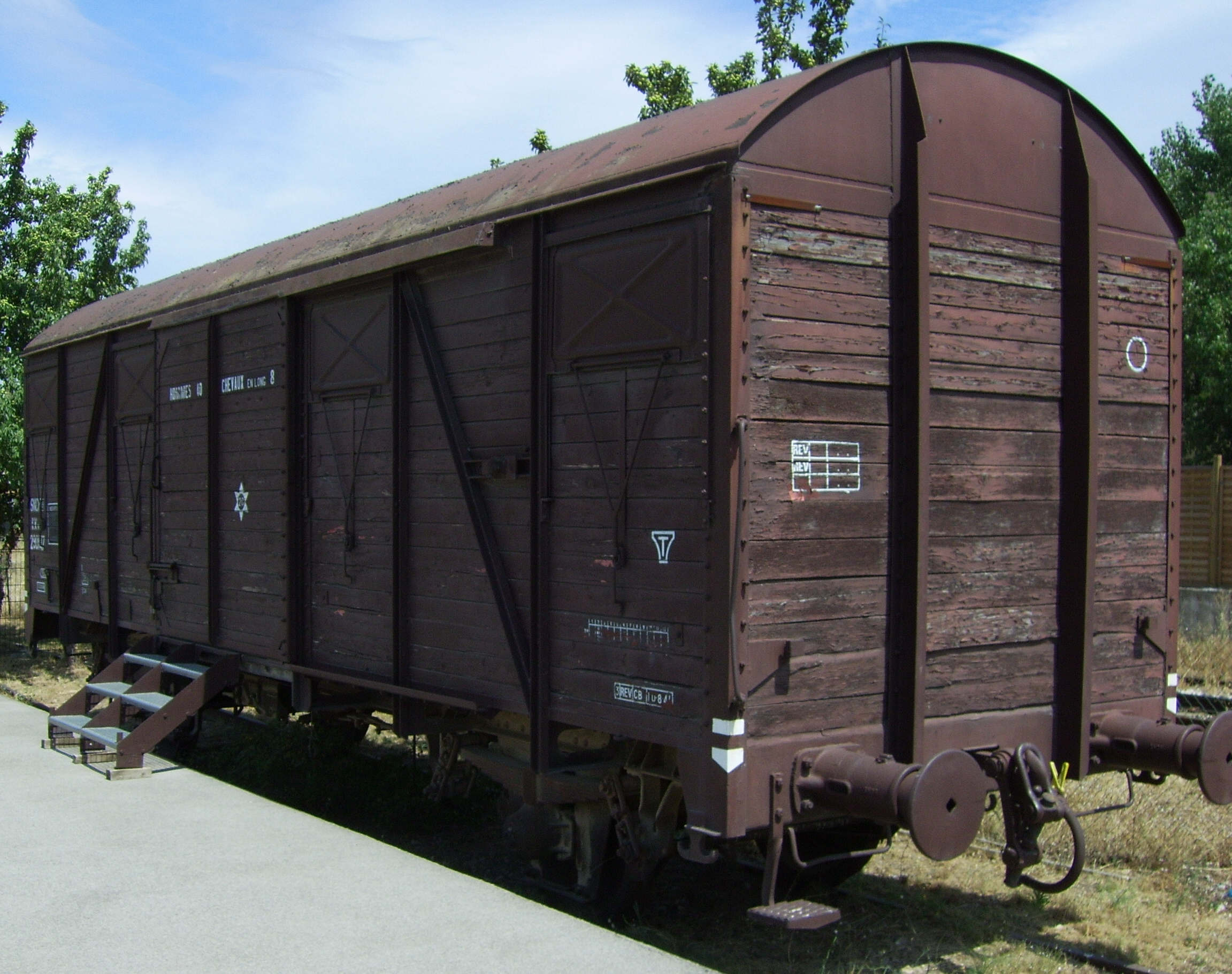
Los vagones del Holocausto "Güterwagen", usados en Milles y Drancy, campos de internamiento en Francia

La compañía ferroviaria nacional francesa SNCF bajo el gobierno de Vichy, también jugó su parte en la "Solución final". En total, el gobierno de Vichy deportó a más de 76,000 judíos, sin comida ni agua (suplicados por la Cruz Roja en vano), así como a miles de otros llamados indeseables a los campos de concentración y exterminio construidos en Alemania a bordo de los trenes del Holocausto. de conformidad con un acuerdo con el gobierno alemán; menos del 3 por ciento sobrevivió a las deportaciones. Según Serge Klarsfeld, presidente de la organización Hijos e Hijas de deportados judíos de Francia, las autoridades alemanas y de Vichy obligaron a la SNCF a cooperar en el transporte de judíos franceses a la frontera y no obtuvieron ningún beneficio de este transporte. Sin embargo, en diciembre de 2014, la SNCF acordó pagar hasta $ 60 millones en compensación a los sobrevivientes del Holocausto en los Estados Unidos. Corresponde a aproximadamente $ 100,000 por sobreviviente.
El campo de internamiento de Drancy sirvió como el principal centro de transporte para el área de París y las regiones al oeste y al sur de la misma hasta agosto de 1944, bajo el mando de Alois Brunner de Austria. Hasta el 3 de febrero de 1944, 67 trenes partieron hacia Birkenau. El campo de internamiento de Vittel servía al noreste, más cerca de la frontera alemana, desde donde todos los transportes fueron tomados por agentes alemanes. Para el 23 de junio de 1943, 50,000 judíos habían sido deportados de Francia, un ritmo que los alemanes consideraron demasiado lento. El último tren de Francia salió procedente de Drancy, el 31 de julio de 1944 con más de 300 niños.

### Grecia

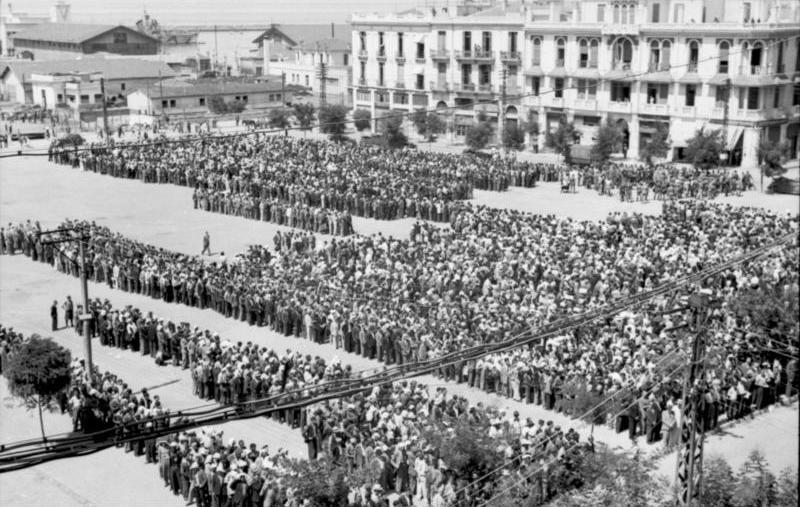
Julio de 1942 selección de judíos en Salónica.

Después de la invasión, Grecia se dividió entre las zonas de ocupación italiana, búlgara y alemana hasta septiembre de 1943. La mayoría de los judíos griegos vivían en Tesalónica (Salónica) gobernada por Alemania, donde se estableció el campo de concentración para los judíos también de Atenas y las islas griegas. Desde allí, 45,000 a 50,000 judíos fueron enviados a Auschwitz-Birkenau entre marzo y agosto de 1943, empacaron 80 en un vagón. También había 13,000 judíos griegos en el italiano y 4,000 judíos en la zona de ocupación búlgara. En septiembre de 1943, la zona italiana fue tomada por el Tercer Reich. En general, unos 60,000-65,000 judíos griegos fueron deportados en trenes del Holocausto por las SS a Auschwitz, Majdanek, Dachau y los subcampos de Mauthausen antes del final de la guerra, incluyendo más del 90% de la población de 50,000 judíos antes de la guerra de Tesalónica. De estos, 5.000 judíos fueron deportados a Treblinka desde las regiones de Tracia y Macedonia, de la parte búlgara de la Grecia dividida, donde fueron gaseados a su llegada.

### Hungría
Bajo control húngaro, el número de judíos ascendía a un total de 725.007 oficialmente en 1941. Unos 184.453 de ellos vivían en Budapest. Mientras estaba en alianza con la Alemania nazi, Hungría adquirió nuevas provincias en los Primer y Segundo arbitrajes de Viena (1938, 1940). El ejército húngaro recibió ayuda vital de los Ferrocarriles Estatales Húngaros (MÁV) en Transilvania del Norte (en húngaro: Erdély). Los judíos no nativos fueron expulsados del territorio húngaro; unos 20,000 de ellos fueron transportados a Checoslovaquia y Yugoslavia, mientras que los judíos de Transilvania fueron enviados de regreso a Rumania. Hungría participó en la Operación Barbarroja, suministrando 50,000 esclavos judíos para el Frente Oriental. La mayoría de los trabajadores habían muerto en enero de 1943. Más tarde ese mismo año, Hitler descubrió que el Primer Ministro Miklos Kállay había consultado en secreto con los Aliados occidentales. Para detenerlo, Alemania lanzó la Operación Margarethe en marzo de 1944 y tomó el control de todos los asuntos judíos. El 29 de abril de 1944 tuvo lugar la primera deportación de judíos húngaros a Birkenau. Entre el 15 y el 25 de mayo, según el SS-Brigadeführer Edmund Veesenmayer, 138.870 judíos fueron deportados. El 31 de mayo de 1944 Veesenmayer informó que 60,000 judíos adicionales fueron enviados a los campos en seis días, mientras que el total de los últimos 16 días fue de 204,312 víctimas. Entre mayo y julio de 1944, ayudado por la policía húngara, el Sicherheitspolizei alemán deportó a casi 440,000 judíos húngaros principalmente a Auschwitz-Birkenau, o 437,000 a razón de 6,250 por día.

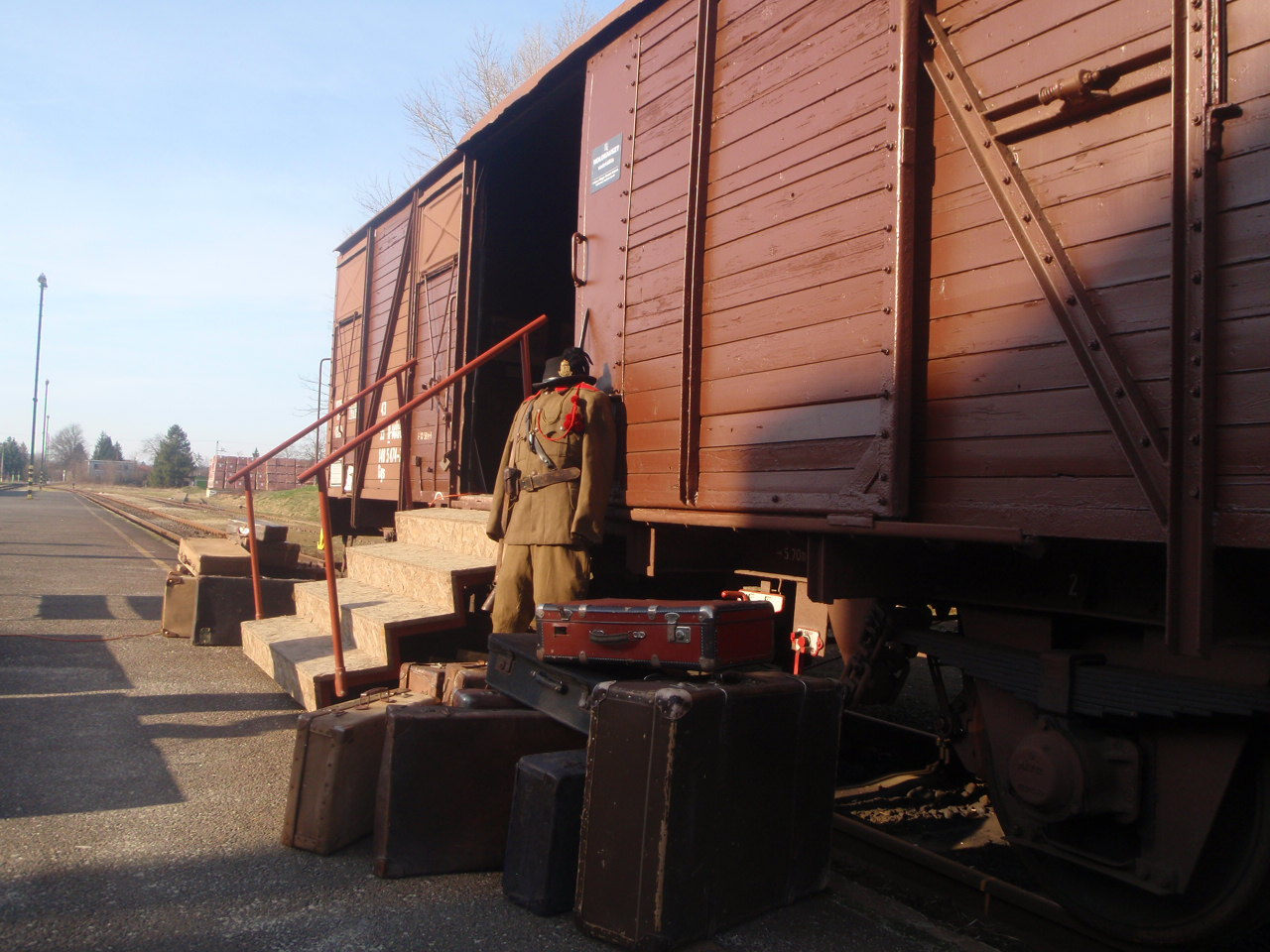
Tren del Holocausto de Hungría, exposición

Se estima que aproximadamente 320,000 judíos húngaros fueron asesinados en Auschwitz-Birkenau antes de julio de 1944. El 8 de julio, la deportación de judíos de Hungría se detuvo debido a la presión internacional del Papa, el Rey de Suecia y la Cruz Roja (todos ellos quien recientemente se habían enterado acerca del alcance de esto). Sin embargo, en octubre de 1944, unos 50,000 judíos fueron forzados a una marcha de la muerte hacía Alemania, luego de un golpe de Estado que puso al gobierno Pronazi húngaro nuevamente en control. Se vieron obligados a cavar zanjas antitanques en la carretera hacia el oeste. Otros 25,000 judíos fueron puestos en un "gueto internacional" bajo protección sueca diseñado por Carl Lutz y Raoul Wallenberg. Cuando el ejército soviético liberó Budapest, el 17 de enero de 1945, de los 825,000 judíos originales en el país, menos de 260,000 judíos seguían vivos, incluyendo 80,000 nativos húngaros.
Un tren de pasajeros húngaro más tarde conocido como el tren de Kastner transportó 1.684 judíos a la seguridad en Suiza el 30 de junio de 1944 a cambio de oro, diamantes y dinero en efectivo. Fue organizado por el periodista y abogado húngaro Rudolf Kastner, el líder de facto del Comité de Ayuda y Rescate Sionista (Vaada). Por razones que aún se discuten, los oficiales nazis bajo Adolf Eichmann les vendieron visas de salida a cambio de 6.5 millones de pengő (convertido a Reichmarks serían 4,000,000 o $ 1,600,000). En sus negociaciones secretas con las SS, Vaada compiló una lista de "personas que pagaban", incluidos individuos prominentes, judíos ortodoxos, sionistas y refugiados conocidos, así como unos 600 judíos que tenían certificados de inmigración palestinos. La lista también incluyó polémicamente a 388 personas de la ciudad natal de Kastner, Cluj.
El gobierno fascista de Ferenc Szálasi emitió un decreto en abril de 1944 ordenando a todos los judíos bajo la jurisdicción húngara a "depositar" con las autoridades sus gemas, joyas de oro, artículos hechos con el uso de metales preciosos y todos los objetos valiosos incluyendo alfombras orientales, plata, pieles, cuadros y muebles finos. Estos objetos de valor fueron cargados en un tren que consistía en 44 automóviles enviados hacia el oeste antes del avance soviético. Este tren fue capturado en mayo de 1945 por las tropas de ocupación estadounidenses en Austria. La escolta húngara empujó el tren hacia un túnel cerca de Boeckstein donde fue encontrado por los estadounidenses que tomaron el control de la estación de tren en Werfen. Se incautaron dos camiones húngaros en el sector francés. Los productos fueron almacenados en Salzburgo. Después de que se entregaran artículos domésticos para amueblar las casas de las familias estadounidenses, el resto fue repatriado a América, donde en junio de 1948 se vendió en las Galerías Parke-Bernet en la ciudad de Nueva York.

### Italia
La opinión popular de que Benito Mussolini resistió la deportación de judíos italianos a Alemania es ampliamente vista como simplista por los eruditos judíos, porque la comunidad judía italiana de 47,000 constituía la comunidad judía más asimilada en Europa.  Aproximadamente uno de cada tres hombres judíos eran miembros del Partido Fascista antes de que comenzara la guerra; más de 10.000 judíos que solían ocultar su identidad, porque el antisemitismo era parte del mismo ideal de la italianità, escribe Wiley Feinstein.
El Holocausto llegó a Italia en septiembre de 1943 después de la toma alemana del país debido a su capitulación total en Cassibile. En febrero de 1944, los alemanes enviaron a 8,000 judíos a Auschwitz-Birkenau a través de Austria y Suiza, aunque más de la mitad de las víctimas arrestadas y deportadas del norte de Italia fueron detenidas por la policía italiana y no por los nazis. También entre septiembre de 1943 y abril de 1944, al menos 23,000 soldados italianos fueron deportados para trabajar como esclavos en la industria bélica alemana, mientras que más de 10,000 partisanos fueron capturados y deportados durante el mismo período a Birkenau. En 1944, más de medio millón de italianos trabajaban dentro de la máquina de guerra nazi.

### Holanda
Holanda fue invadida el 10 de mayo de 1940 y cayó bajo el control militar alemán. La comunidad de judíos nativos holandeses, incluidos los nuevos refugiados judíos de Alemania y Austria, se estimó en 140,000. La mayoría de los nativos se concentraron en el gueto de Ámsterdam antes de ser trasladados al campo de tránsito de Westerbork, al noreste, cerca de la frontera con Alemania. Los deportados por "reasentamiento" que salían a bordo de los trenes de pasajeros y carga, la NS no estaban al tanto de su destino o destino final, ya que a menudo se arrojaban o caían postales desde los trenes en movimiento.
La mayoría de los aproximadamente 100.000 judíos enviados a Westerbork perecieron. Entre julio de 1942 y septiembre de 1944, casi todos los martes partió un tren hacia los campos de exterminio de Auschwitz-Birkenau y Sobibor, o Bergen-Belsen y Theresienstadt, en un total de 94 trenes salientes. Cerca de 60,000 prisioneros fueron enviados a Auschwitz y 34,000 a Sobibor. En la liberación aproximadamente 870 judíos permanecieron en Westerbork. Solo sobrevivieron 5.200 deportados, la mayoría de ellos en Theresienstadt, aproximadamente 1980 sobrevivientes, o Bergen-Belsen, aproximadamente 2050 sobrevivientes. De aquellos en los sesenta y ocho transportes a Auschwitz, regresaron 1052 personas, incluidas 181 de las 3450 personas tomadas de dieciocho de los trenes en Cosel. Hubo 18 sobrevivientes de aproximadamente mil personas seleccionadas de los diecinueve trenes a Sobibor, los restantes fueron asesinados al llegar. Para los Países Bajos, la tasa de supervivencia general entre los judíos que abordaron los trenes para todos los campamentos fue del 4,86 por ciento. El 29 de septiembre de 2005, la compañía ferroviaria nacional neerlandesa Nederlandse Spoorwegen (NS) se disculpó por su papel en la deportación de judíos a los campos de exterminio.

### Polonia

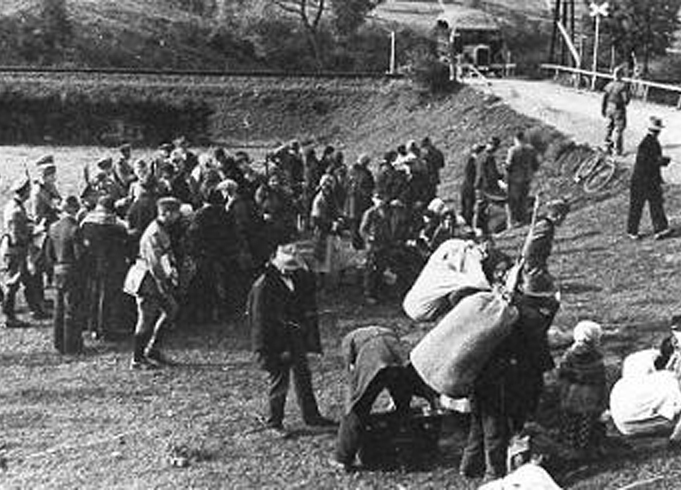
Acción Saybusch, 24 de septiembre de 1940. Los polacos expulsados aguardan el transporte en un cruce ferroviario (en esta foto, algunos miembros de las 129 familias expulsadas de Dolna Sól).

Después de la invasión de Polonia en septiembre de 1939, la Alemania nazi disolvió los Ferrocarriles Nacionales Polacos (PKP) inmediatamente, y entregó sus activos a la Deutsche Reichsbahn en Silesia, Gran Polonia y en Pomerania. En noviembre de 1939, tan pronto como se estableció el Gobierno General semicolonial en la Polonia central ocupada, se estableció una rama separada de DRB llamada Generaldirektion der Ostbahn (Kolej Wschodnia en polaco) con sede central llamada GEDOB en Cracovia; todas las ramas DRB existían fuera de Alemania propiamente dicha. El Ostbahn recibió 3,818 kilómetros (2,372 millas) de líneas de ferrocarril (casi se duplicó en 1941) y 505 km de ancho de vía, inicialmente.
En diciembre de 1939, a petición de Hans Frank en Berlín, la Ostbahndirektion obtuvo la independencia financiera después de devolver 10 millones de Reichsmarks a DRB. La eliminación de todo el daño de la bomba se completó en 1940. La dirección polaca se ejecutó en acciones de tiro masivas (véase: Intelligenzaktion de 1939 y German AB-Aktion de 1940 en Polonia) o se encarceló en los campos de concentración nazis. Los puestos gerenciales fueron atendidos por funcionarios alemanes en una ola de aproximadamente 8,000 promociones instantáneas. La nueva División del Este de DRB adquirió 7.192 kilómetros (4.469 millas) de nuevas líneas ferroviarias y 1.052 kilómetros de ancho de vía (principalmente industrial) en las áreas anexadas.
La primera aglomeración polaca sometida a la expulsión forzosa de ciudadanos polacos fue la ciudad portuaria de Gdynia. En total, 70,000-80,000 civiles habían sido expulsados. El desplazamiento forzado de 18,000 a 20,000 polacos desde Silesia comenzó durante la Acción Saybusch de 1939 y se disparó a alrededor de 265,000 antes de 1944, además de 630,000 excombatientes de Wartheland. El número total de ciudadanos polacos deportados de las áreas polacas anexados por la Alemania nazi llegó a 923,000. Los trenes DRB se utilizaron para limpiar y reubicar la Polonia de entreguerras con los colonos de habla alemana en nombre de "Lebensraum".

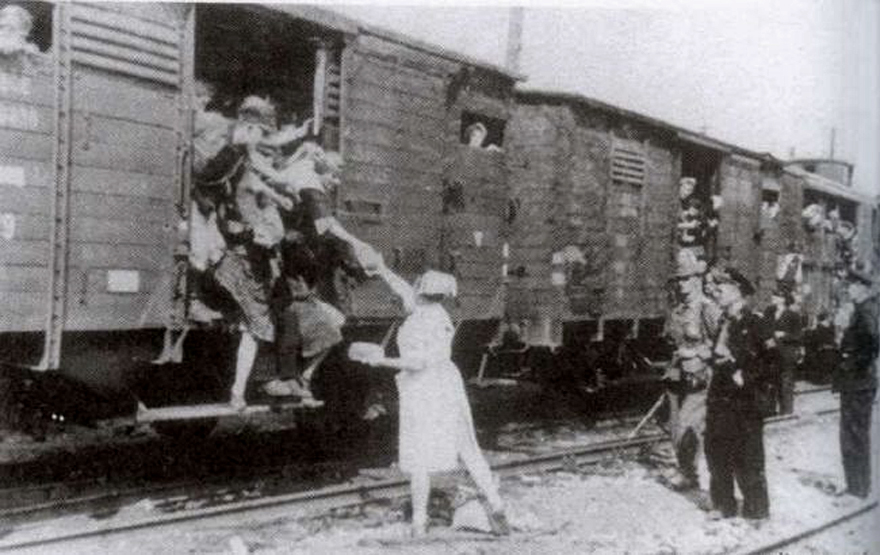
Expulsión de civiles de la capital de Polonia después del Levantamiento de Varsovia, a través del Dulag en Pruszków. Prisioneros a los que asistió la Cruz Roja. Los prisioneros fueron enviados a campos de concentración, incluyendo Auschwitz

Las SS alemanas emplearon a la Ostbahn para conducir el primer transporte masivo al campo de concentración de Auschwitz (que acaba de abrir) a mediados de junio de 1940. Cabe destacar que la infame "Puerta de la Muerte" de Birkenau para los trenes de mercancías entrantes en Auschwitz fue construida en 1943 mucho después las cámaras entraron en operación. Las expulsiones formaban parte de una política nazi más amplia llamada Generalplan Ost. El plan resultó en el retiro forzado de más de 1.7 millones de polacos étnicos de sus hogares. Los polacos fueron deportados a cualquiera de los campos de trabajos forzados alemanes, incluidos más de 30 campamentos de Polenlager en Alemania y en territorio ocupado por los alemanes.
Las deportaciones masivas de ciudadanos polacos utilizando trenes de carga (pero también camiones) se llevaron a cabo durante la limpieza étnica de Zamojszczyzna entre noviembre de 1942 y julio de 1943, en la que participaron todas las ramas de la policía alemana, incluyendo la Orpo y el Sonderdienst, así como Wehrmacht y la Policía Auxiliar Ucraniana. Más de 110,000 polacos fueron expulsados por la fuerza de las aldeas destruidas en el Gobierno General, incluyendo alrededor de 30,000 niños, la mayoría de los cuales nunca fueron encontrados.. En la segunda fase del mismo plan que se denominó Ucraniaraktion, los alemanes trajeron trenes de campesinos ucranianos al área de Zamość, para formar una zona de amortiguación que protegía a los 10,000 colonos alemanes étnicos que llegaban al denominado Heim ins Reich desde Rumania, entre otros lugares. A fines de marzo de 1943, más de 7.000 campesinos ucranianos fueron colocados en las áreas que rodean a los colonos, y 116 aldeas alrededor de Zamość habían sido limpiadas de sus habitantes polacos.

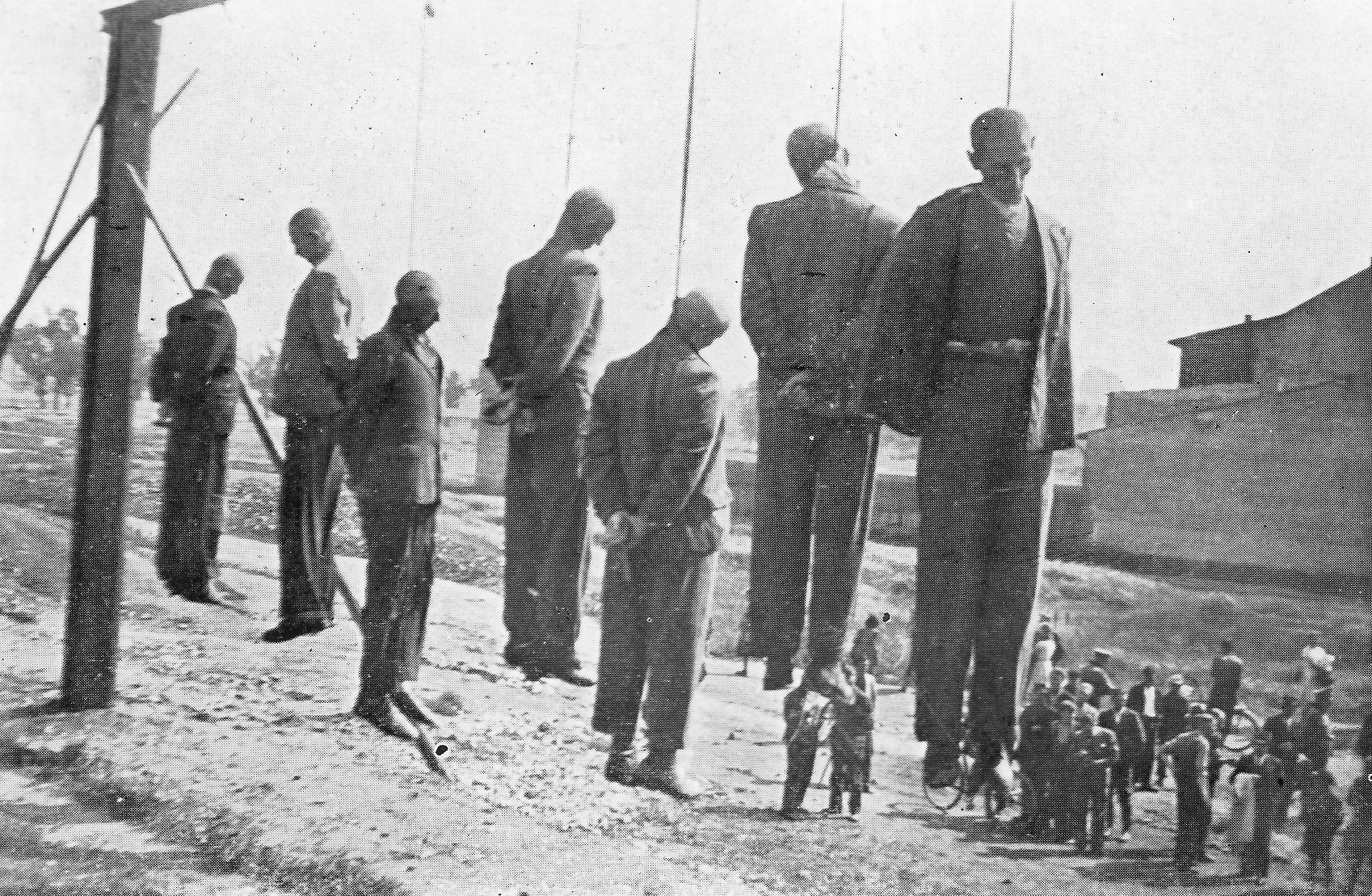
Una de las ejecuciones de 1942 de los ferroviarios polacos continuó colgando durante dos días a lo largo de las vías en Cracovia, por su supuesta acción de sabotaje en Bieżanów

La Deutsche Reichsbahn adquirió nueva infraestructura en Polonia por un valor superior a 8.278.600.000 złotys, incluidas algunas de las fábricas de locomotoras más grandes de Europa, la H. Cegielski - Poznań rebautizada DWM y Fablok en Chrzanów renombrada Oberschlesische Lokomotivwerke Krenau que producían los motores Ty37 y Pt31 (diseñados en Polonia), así como la fábrica de partes de locomotoras Babcock-Zieleniewski en Sosnowiec rebautizada como Ferrum AG (encargada de fabricar piezas para los cohetes V-1 i V-2 también). Bajo la nueva administración, las compañías anteriormente polacas comenzaron a producir los motores alemanes BR44, BR50 y BR86 ya en 1940 prácticamente gratis, utilizando trabajo forzado. Todos los ferroviarios polacos recibieron la orden de regresar a su lugar de trabajo o enfrentar la muerte. Golpear con los puños se convirtió en un lugar común, aunque los profesionales polacos a largo plazo lo percibieron como impactante. Sus ejecuciones públicas se introdujeron en 1942. En 1944, las fábricas en Poznań y Chrzanów producían en masa las locomotoras BR52 "Kriegslok" rediseñadas para el frente oriental, todas desprovistas de metales de colores por la regla con una vida acortada intencionalmente.

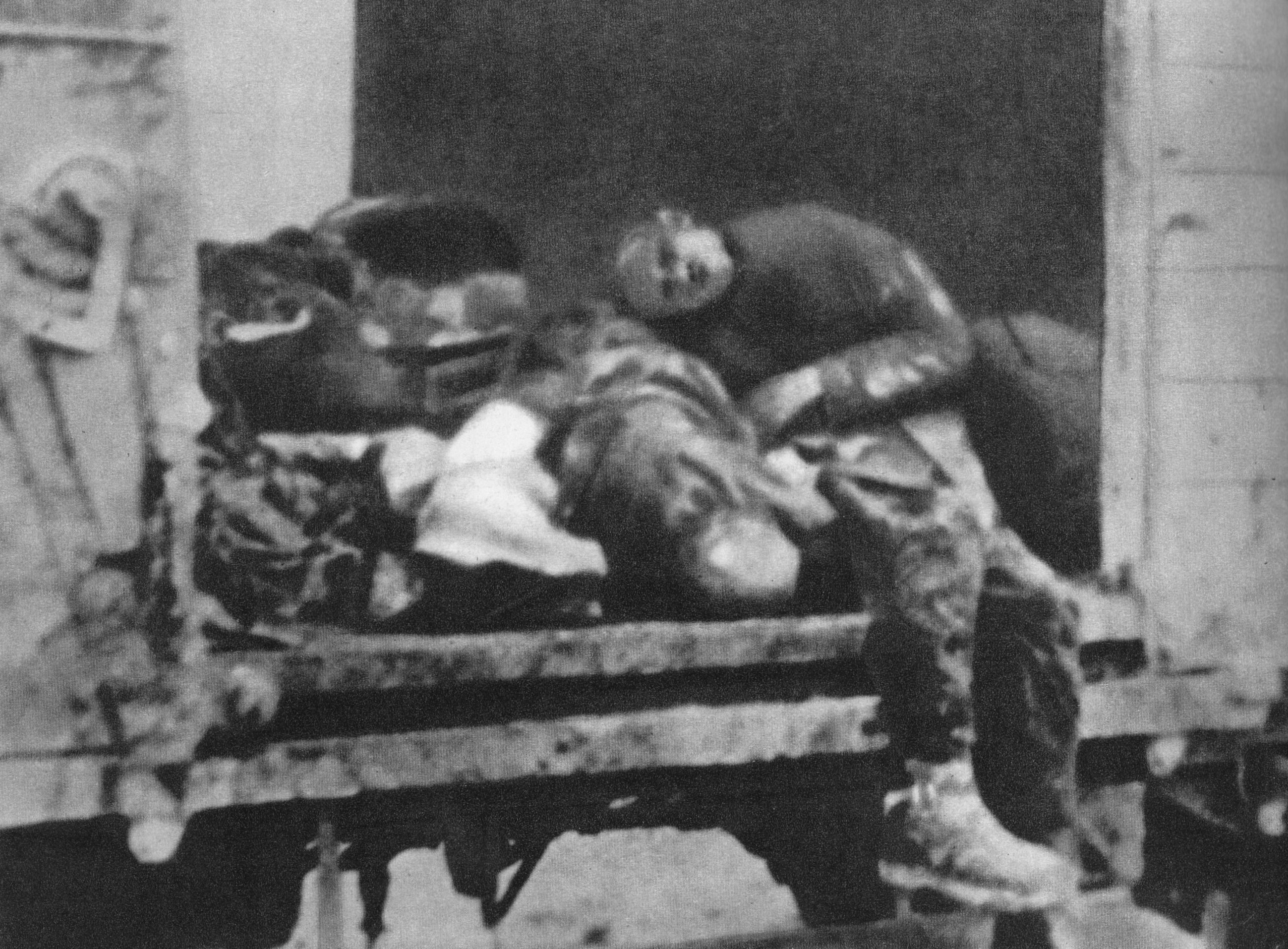
Cadáveres de judíos del gueto de Varsovia que murieron dentro de vagones cerrados antes de llegar al campo de exterminio de Treblinka, agosto de 1942.

Antes del inicio de la Operación Reinhard, que marcó la fase más mortífera del Holocausto en Polonia, muchos judíos fueron transportados por carretera a sitios de exterminio como el campo de exterminio de Chełmno, equipado con camiones de gas. En 1942, se construyeron cámaras de gas estacionarias en Treblinka, Belzec, Sobibor, Majdanek y Auschwitz. Después de la toma de control nazi de PKP, los movimientos del tren, que se originaban dentro y fuera de Polonia y terminaban en los campos de exterminio, fueron rastreados por Dehomag utilizando máquinas de lectura de tarjetas suministradas por IBM y cartas de porte tradicionales producidas por el Reichsbahn. Los trenes del Holocausto siempre fueron administrados y dirigidos por hombres nativos de las SS alemanas con ese papel expreso en todo el sistema.
Los envíos a los campos durante la Operación Reinhard provinenían principalmente de los guetos. El gueto de Varsovia creado por los alemanes nazis el 16 de noviembre de 1940 llevó finalmente a más de 450,000 judíos, hacinados en un área destinada a unas 60,000 personas. El segundo gueto más grande era el gueto de Łódź que tenía 204,000 judíos habitándolo. Ambos guetos tenían puntos de recogida conocidos como Umschlagplatz a lo largo de las vías, con la mayoría de las deportaciones desde Varsovia hasta Treblinka entre el 22 de julio y el 12 de septiembre de 1942. Los gaseamientos en Treblinka comenzó el 23 de julio de 1942, con dos trenes pendulares entregando víctimas seis días por semana que va de aproximadamente 4,000 a 7,000 víctimas por transporte, la primera a primera hora de la mañana y la segunda a media tarde. Todos los recién llegados fueron enviados inmediatamente al área de desvestirse por el escuadrón Sonderkommando que administraba la plataforma de llegada, y de allí a las cámaras de gas. Según los registros alemanes, incluido el informe oficial del SS Brigadeführer Jürgen Stroop, unos 265,000 judíos fueron transportados en trenes de mercancías desde el Gueto de Varsovia a Treblinka durante este período. La operación de asesinato, cuyo nombre en código era Grossaktion Varsovia, concluyó varios meses antes de la subsiguiente sublevación del gueto de Varsovia que dio lugar a nuevas deportaciones. El registro nazi de 1942 del número total de víctimas, la mayoría de las cuales fueron transportadas en tren a los campos de exterminio durante la Operación Reinhard, incluidos los números acumulados conocidos hoy, es el siguiente
| \| Ubicación \| Números y notas \| \| --------- \| ------------------------------------------------------------------------------------------------------------------------------------------------ \| \| Belzec \| Citado: 434.508 (un total real de 600,000 con 246,922 deportados solo dentro del Gobierno General semicolonial, por investigación contemporánea) \| \| Majdanek \| Citado: 24,733 (número acumulado de 130,000 víctimas, según la investigación del Museo Estatal Majdanek) \| \| Sobibor \| Citado: 101,370 (recuento final de más de 200,000 con 140,000 de Lublin, y 25,000 judíos de Leópolis solo por historiadores contemporáneos) \| \| Treblinka \| Citado: 713,555 (mínimo general de 800,000-900,000 en el Campo II y 20,000 en el Campo I) \| | |
| Ubicación | Números y notas |
| Belzec | Citado: 434.508 (un total real de 600,000 con 246,922 deportados solo dentro del Gobierno General semicolonial, por investigación contemporánea) |
| Majdanek | Citado: 24,733 (número acumulado de 130,000 víctimas, según la investigación del Museo Estatal Majdanek)                                         |
| Sobibor | Citado: 101,370 (recuento final de más de 200,000 con 140,000 de Lublin, y 25,000 judíos de Leópolis solo por historiadores contemporáneos)      |
| Treblinka | Citado: 713,555 (mínimo general de 800,000-900,000 en el Campo II y 20,000 en el Campo I)                                                        |

El Telegrama Höfle enumera el número de llegadas a los campos de Reinhard hasta 1942 como 1,274,166 judíos según los registros propios de Reichsbahn. El último tren que se envió al campo de exterminio de Treblinka que se dejó desde el gueto de Białystok, el 18 de agosto de 1943; todos los prisioneros fueron asesinados en cámaras de gas después de lo cual el campamento se cerró según la directiva de Globocnik. De los más de 245,000 judíos que pasaron por el Ghetto de Łódź, los últimos 68,000 reclusos, para entonces la reunión final más grande de judíos en toda la Europa ocupada, habían sido liquidados por los nazis después del 7 de agosto de 1944. Se les dijo que se prepararan para un "restablecimiento"; sin embargo, durante los siguientes 23 días fueron enviados a Birkenau en tren a razón de 2.500 por día, y algunos de los lisiados fueron seleccionados por Josef Mengele para sus "experimentos médicos".
El tráfico ferroviario en la mayoría de las líneas ferroviarias polacas era extremadamente denso. En 1941, un promedio de 420 trenes alemanes pasaban cada 24 horas sobre el tráfico interno polaco; en 1944 el número aumentó a 506 transportes militares por día. No había nuevas líneas que hubiesen sido construidas por la Alemania nazi. La mayoría de los suministros de los escalafones fueron quitados. Sin embargo, casi todos los signos en polaco fueron reemplazados por alemán, lo que generó nuevos problemas. El 24 de noviembre de 1944, dos trenes (uno alemán con carga militar y otro polaco) que viajaban a velocidades regulares chocaron frontalmente en Barwałd Średni, cerca de Wadowice. Fue la mayor colisión de trenes de la Segunda Guerra Mundial en Polonia, con ambas locomotoras y casi la mitad de sus trenes destruidos por completo. Unas 130 personas del tren de pasajeros polaco murieron y más de 100 resultaron heridas.

### Rumanía

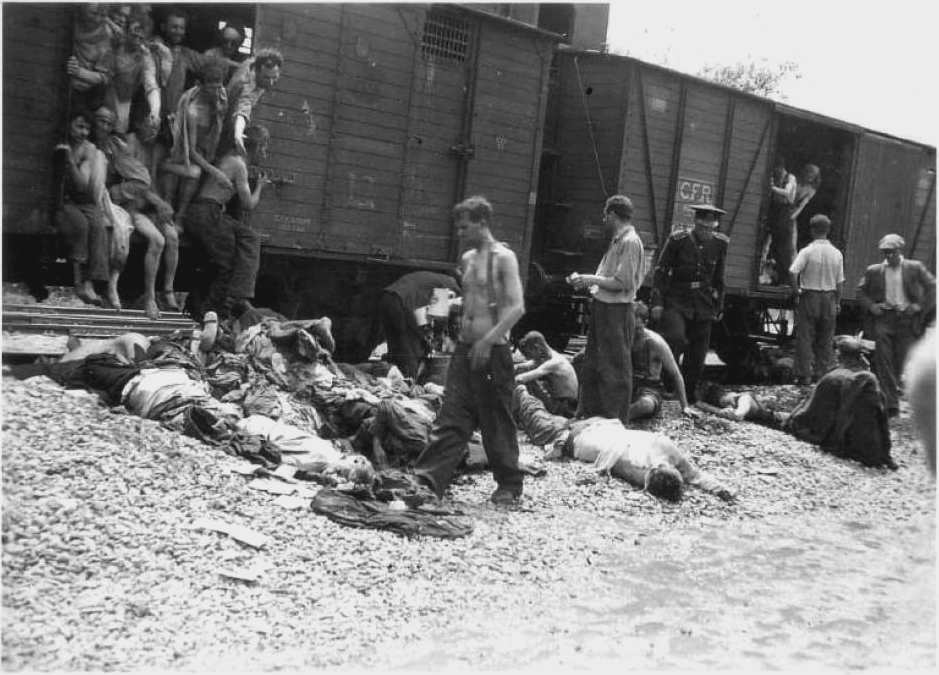
Sacando a los judíos ya muertos del tren del Holocausto en Rumania viajando durante 7 días en total, julio de 1941.

Căile Ferate Române (Ferrocarriles rumanos) estuvo involucrado en el transporte de judíos y romaníes a campos de concentración en el Antiguo Reino de Rumania, Besarabia, el norte de Bukovina y Transnistria. En un ejemplo notable, después de los eventos del pogromo de Iasi, los judíos fueron cargados a la fuerza en vagones de mercancías con tablones clavados en las ventanas y que viajaron durante siete días en condiciones inimaginables. Muchos murieron y se vieron gravemente afectados por la falta de aire, el calor abrasador, la falta de agua, alimentos o atención médica. Estos verdaderos trenes de la muerte llegaron a sus destinos Podu Iloaiei y Călăraşi con solo un quinto de sus pasajeros vivos. Aún no se ha presentado ninguna disculpa oficial por parte de Căile Ferate Române por su papel en el Holocausto en Rumania.

### Escandinavia
Noruega se rindió a la Alemania nazi el 10 de junio de 1940. En ese momento, había 1.700 judíos viviendo en Noruega. Aproximadamente la mitad de ellos escaparon a la Suecia neutral. Los recodos de las SS comenzaron en el otoño de 1942 con el apoyo de la policía noruega. A fines de noviembre de 1942, todos los judíos de Oslo, incluidos mujeres y niños, fueron puestos en un barco requisado por el gobierno de Quisling y llevado a Hamburgo, Alemania. Desde allí, fueron deportados a Auschwitz-Birkenau en tren. En total, 770 judíos noruegos fueron enviados en barco a la Alemania nazi entre 1940 y 1945. Solo sobrevivieron dos docenas.

### Eslovaquia
El 9 de septiembre de 1941, el parlamento de la República Eslovaca, un estado títere nazi, ratificó el Código Judío, una serie de leyes y reglamentos que privaron a los 80,000 judíos de Eslovaquia de sus derechos civiles y de todos los medios de supervivencia económica. El liderazgo fascista eslovaco estaba tan impaciente por deshacerse de los judíos que pagó a los nazis 500 Deutchmarks a cambio de cada judío expulsado y la promesa de que los deportados nunca regresarían a Eslovaquia. La decisión de Eslovaquia de iniciar y pagar la expulsión no tenía precedentes entre los estados satélites de la Alemania nazi. Pagaron 40 millones de Reichmarcks a las SS por ello. Aproximadamente el 83% de la población judía pereció en dos oleadas de deportaciones a Auschwitz, Belzec y Majdanek; la segunda ola después de la sublevación del 28 al 29 de agosto de 1944.

### Suiza
Suiza no fue invadida porque sus puentes montañosos y túneles entre Alemania e Italia eran demasiado vitales para entrar en guerra. Además, los bancos suizos proporcionaron el acceso necesario a los mercados internacionales al comerciar con oro robado. Había 18,000 judíos viviendo en Suiza al inicio de la Segunda Guerra Mundial. El país no entregó sus propios judíos a los alemanes, pero según tres testigos anónimos, permitió que los trenes del Holocausto (conscientes de ellos desde 1942) utilizaran el túnel de San Gotardo en el camino a los campos. La mayoría de los suministros de guerra a Italia fueron enviados a través del Paso del Brennero austriaco.

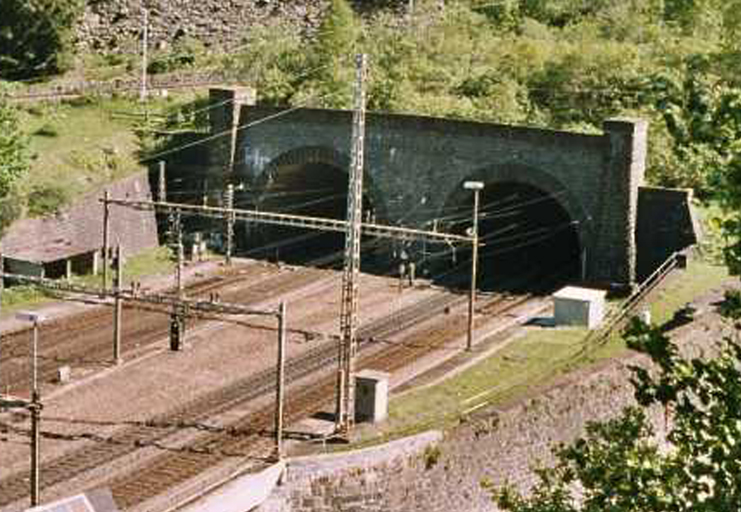
Entrada al túnel de San Gotardo

Existe evidencia sustancial de que estos envíos incluían trabajadores forzados italianos y trenes cargados de judíos en 1944 durante la ocupación nazi del norte de Italia, cuando un tren alemán pasaba por Suiza cada 10 minutos. La necesidad del túnel se vio complicada por la Royal Air Force británica que bombardeó e interrumpió los servicios a través del Paso del Brennero, así como por una fuerte nevada entre el invierno de 1944 y 1945.
De los 43 trenes que pudieron ser rastreados por la Comisión Bergier de 1996, 39 pasaron por Austria (Brenner, Tarvisio) y uno por Francia (Ventimiglia-Niza). La comisión no pudo encontrar ninguna evidencia de que los otros tres pasaran por Suiza. Es posible que el tren haya estado llevando disidentes de los campos de concentración. Comenzó en 1944, algunos trenes de repatriación pasaron por Suiza oficialmente, organizados por la Cruz Roja.

## Consecuencias
Después de que el ejército soviético comenzase a hacer incursiones severas en la Europa ocupada por los alemanes y los aliados desembarcaran en Normandía en junio de 1944, la cantidad de trenes y personas transportadas comenzó a variar enormemente. En noviembre de 1944, con el cierre de Birkenau y el avance del ejército soviético, los trenes de la muerte habían cesado. Por el contrario, las marchas de la muerte posteriores tuvieron la ventaja de poder utilizar el trabajo forzado para construir defensas.
Cuando los ejércitos soviéticos y aliados dieron sus últimos empujones, los nazis transportaron a algunos de los supervivientes de los campos de concentración a otros campos ubicados en el Tercer Reich colapsado o a las zonas fronterizas donde creían poder negociar la liberación de prisioneros de guerra nazis capturados. a cambio de los "judíos de intercambio" o aquellos que nacieron fuera de los territorios ocupados nazis. Muchos de los reclusos fueron transportados a través de las infames marchas de la muerte, pero entre otros transportes, tres trenes partieron de Bergen-Belsen en abril de 1945 rumbo a Theresienstadt, todos los prisioneros fueron liberados.
El último tren registrado, es el que se usó para transportar a las mujeres de la Marcha de Flossenbürg, donde durante tres días, en marzo de 1945, las sobrevivientes restantes fueron metidas en vagones de ganado a la espera de un nuevo transporte. Solo 200 de las 1000 mujeres originales sobrevivieron a todo el viaje a Bergen-Belsen.

## Remembranza  y conmemoración
Hay numerosas Conmemoraciones nacionales del transporte masivo de judíos en la "Solución final" en toda Europa, así como algunas controversias persistentes en torno a la historia de los sistemas ferroviarios utilizados por los nazis.

### Polonia

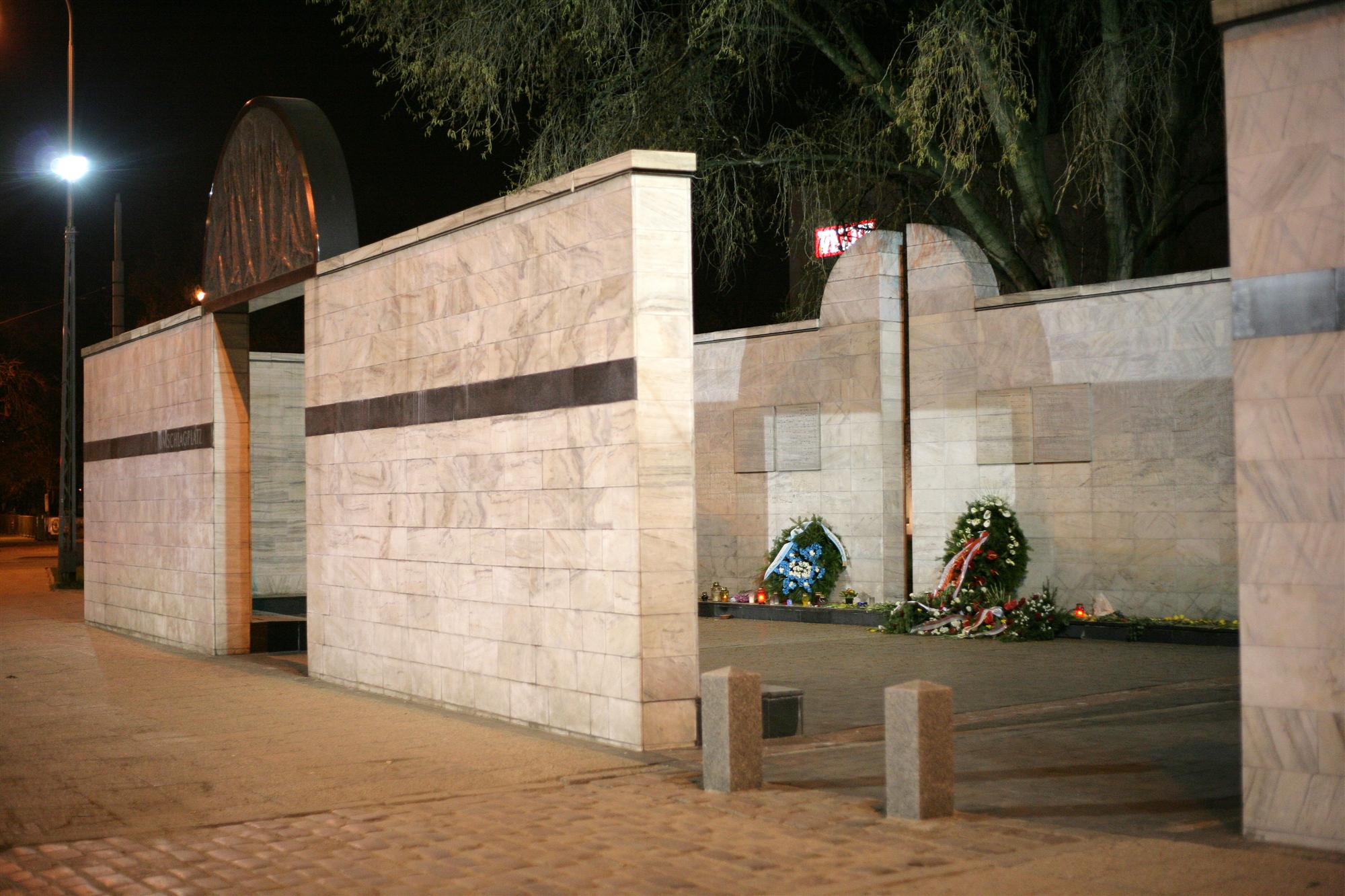
Monumento nacional de Varsovia a los trenes del Holocausto en la antigua Umschlagplatz del gueto de Varsovia

Todas las líneas ferroviarias que llevan a los campos de exterminio construidos en la Polonia ocupada están ceremonialmente aisladas del sistema ferroviario existente en el país, similar al punto de llegada bien conservado en Auschwitz conocido como la plataforma "Judenrampe". Los monumentos conmemorativos se erigen tradicionalmente en puntos de recogida en otros lugares. En 1988 se creó un monumento nacional en la Umschlagplatz del Gueto de Varsovia. Diseñado por la arquitecta Hanna Szmalenberg y el escultor Władysław Klamerus, se compone de una estructura de piedra que simboliza un vagón de mercancías abierto. En Cracovia, el monumento a los judíos del gueto de Cracovia deportados durante el Holocausto se extiende por todo el sitio de deportación conocido como la Plaza de los Héroes del Ghetto (Plac Bohaterow Getta). Inaugurado en diciembre de 2005, se compone de sillas de acero de gran tamaño (cada una representa 1.000 víctimas), diseñadas por los arquitectos Piotr Lewicki y Kazimierz Latak. En el antiguo gueto de Łódź, un monumento ha sido construido en la estación de tren de Radegast (Bahnhof Radegast), donde aproximadamente 200,000 judíos polacos, austriacos, alemanes, luxemburgueses y checos subieron a los trenes camino a su muerte en el período del 16 de enero de 1942, al 29 de agosto de 1944.

### Alemania

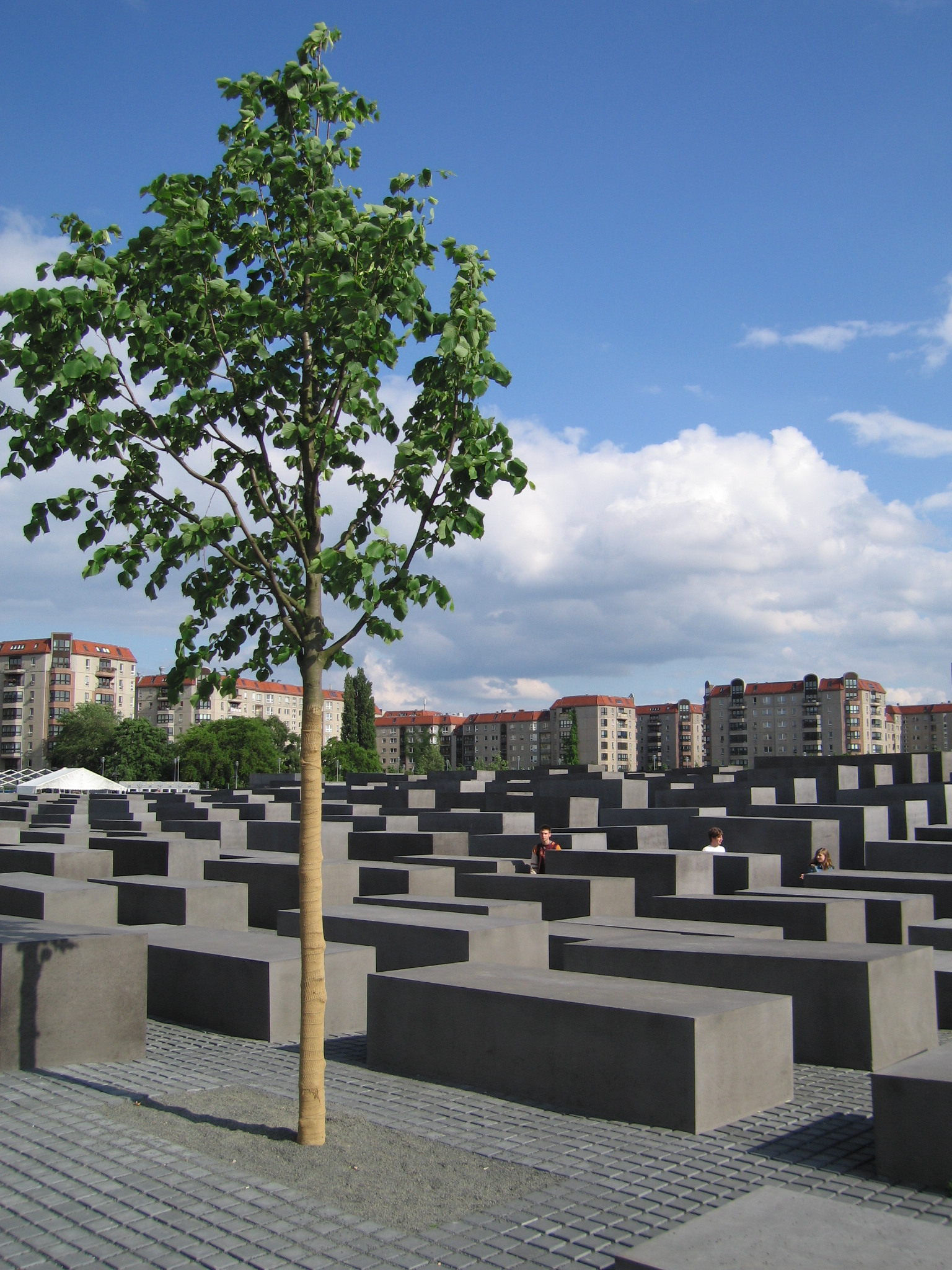
Monumento a los judíos de Europa asesinados, Berlín

Entre 2004 y 2005, historiadores y periodistas alemanes comenzaron a exigir públicamente que en las estaciones de tren de pasajeros alemanas se establecieran exhibiciones conmemorativas, después de que las compañías ferroviarias de Francia y los Países Bajos comenzaran a conmemorar las deportaciones masivas nazis en sus propias estaciones de tren. La Deutsche Bahn AG (DB AG), el sucesor estatal de la Deutsche Reichsbahn respondió: "no tenemos ni el personal ni los recursos financieros" para ese tipo de conmemoración. Las manifestaciones comenzaron en estaciones de tren en Fráncfort del Meno y en Colonia, así como el interior de los trenes de cruce de fronteras de larga distancia. Debido a que DB AG había respondido haciendo que su personal de seguridad reprimiera las protestas, las iniciativas de los ciudadanos alemanes alquilaron una locomotora de vapor histórica e instalaron su propia exhibición en automóviles remodelados. Este "Tren de la Conmemoración" realizó su primer viaje en el Día Internacional de Recordación del Holocausto de 2007, el 27 de enero. La Deutsche Bahn AG les negó el acceso a las principales estaciones de Hamburgo y Berlín. Las comunidades judías alemanas protestaron contra la compañía que aplicaba tarifas por millaje y tarifas por hora para la exhibición (que para el 31 de diciembre de 2013 alcanzó aproximadamente los US $ 290,000).
Los parlamentarios de todos los partidos en el parlamento nacional alemán pidieron a DB AG que reconsiderara su comportamiento. El ministro federal de Transporte, Wolfgang Tiefensee, propuso una exposición del artista Jan Philipp Reemtsma sobre el papel de los ferrocarriles en la deportación de 11,000 niños judíos a su muerte en campos de concentración y exterminio nazis durante la Segunda Guerra Mundial. Debido a que el CEO de la compañía ferroviaria mantuvo su negativa, se produjo una "grave grieta" entre él y el ministro de Transporte. El 23 de enero de 2008, se llegó a un compromiso, en el que DB AG estableció su propia exposición estacionaria Sonderzüge in den Tod (Trenes a la muerte: deportación con la Reichsbahn alemana). Como señalaron los diarios de la prensa nacional, la exhibición "no contenía casi nada sobre los culpables". Las carreras de la posguerra de los encargados del ferrocarril permanecieron "totalmente ocultas". Desde 2009, la asociación de la sociedad civil Tren de la Conmemoración que, con sus donaciones, financió la exhibición "Tren de la Conmemoración" presentada en 130 estaciones alemanas con 445,000 visitantes, ha estado exigiendo una indemnización acumulada para los sobrevivientes de estas deportaciones en tren. Los propietarios del ferrocarril (el ministro de Transporte alemán y el ministro de Finanzas alemán) rechazan esta demanda.

### Francia

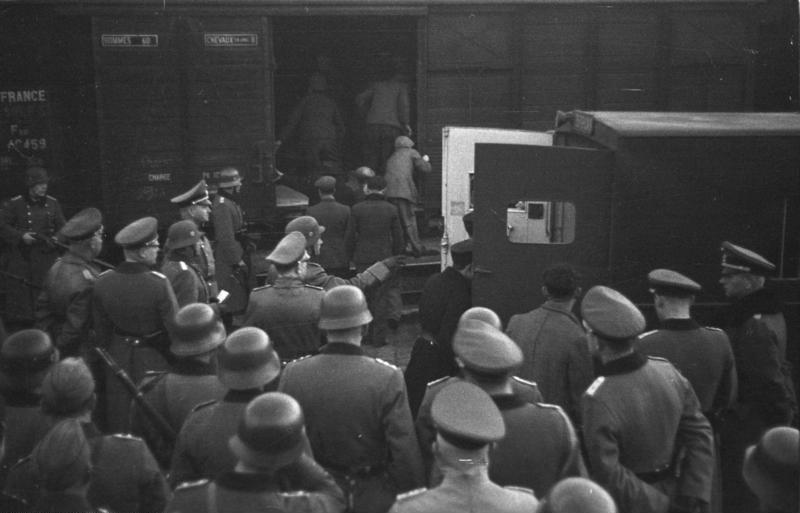
Judíos franceses siendo cargados en vagones ferroviarios en Marsella, 1943

En 1992, la SNCF encargó un informe sobre su participación en la Segunda Guerra Mundial. La compañía abrió sus archivos a ser revisados por un historiador independiente, Christian Bachelier, cuyo informe fue publicado en francés en 2000. El informe fue traducido al inglés en 2010.
En 2001, Georges Lipietz, un sobreviviente del Holocausto, entabló una demanda contra la compañía ferroviaria de propiedad estatal francesa SNCF, quien fue transportado por un tren de la SNCF al campo de internamiento de Drancy en 1944. Lipietz estuvo detenido en el campo de internamiento durante varios meses antes de que el campamento fuera liberado. Después de la muerte de Lipietz, la demanda fue llevada a cabo por su familia y en 2006 un tribunal administrativo en Toulouse falló a favor de la familia Lipietz. SNCF recibió la orden de pagar 61,000 euros en restitución. SNCF apeló el fallo ante un tribunal administrativo de apelaciones en Burdeos, donde en marzo de 2007 se anuló el fallo original. Según el historiador Michael Marrus, el tribunal de Burdeos "declaró que la compañía de ferrocarriles había actuado bajo la autoridad del gobierno de Vichy y la ocupación alemana" y, como tal, no podía ser considerado responsable de forma independiente. Marrus escribió en su ensayo de 2011 que la compañía se ha responsabilizado de sus acciones y que la compañía está dispuesta a abrir sus archivos revelando su participación en el transporte de víctimas del Holocausto, lo que ha llevado a la reciente atención legal y legislativa.
Entre 2002 y 2004 la SNCF ayudó a financiar una exposición sobre la deportación de niños judíos que fue organizada por el cazador de nazis Serge Klarsfeld. En 2011, la SNCF ayudó a establecer una estación de ferrocarril en las afueras de París a la Fundación Shoah para la creación de un monumento en honor a las víctimas del Holocausto. En diciembre de 2014, la compañía llegó a un acuerdo de indemnización de $ 60 millones con los sobrevivientes del Holocausto francés que viven en los Estados Unidos.

### Holanda
La Nederlandse Spoorwegen utilizó su disculpa del 29 de septiembre de 2005 por su papel en la "Solución final" para lanzar una política de igualdad de oportunidades y antidiscriminación, en parte para ser monitoreada por el Consejo holandés de judíos.

## Compañías ferroviarias involucradas
- Deutsche Reichsbahn, la ferroviaria del Reich alemán
- CFR, ferrocarriles estatales de Rumanía
- MÁV, Ferrocarriles Estatales húngaros
- Compañía de Ferrocarril Nacional de Bélgica
- Nederlandse Spoorwegen (NS), en los Países Bajos
- Ostbahn, un operador de ferrocarriles instalado por el Gobierno General en Polonia[166]
- SNCF, Compañía Nacional de Ferrocarriles de Francia